# Llista d'asteroides (18001-19000)
Llista d'asteroides del 18.001 al 19.000, amb data de descoberta i descobridor. És un fragment de la llista d'asteroides completa. Als asteroides se'ls dona un número quan es confirma la seva òrbita, per tant apareixen llistats aproximadament segons la data de descobriment.
Contingut: 18001... 18101... 18201... 18301... 18401... 18501... 18601... 18701... 18801... 18901... 

| Nom                      | Designació provisional | Data de descobriment    | Descobridor/s                                                       |
| 18001-18100              | 18001-18100            | 18001-18100             | 18001-18100                                                         |
| ------------------------ | ---------------------- | ----------------------- | ------------------------------------------------------------------- |
| 18001 -                  | 1999 JY83              | 12 de maig del 1999     | LINEAR                                                              |
| 18002 -                  | 1999 JJ84              | 12 de maig del 1999     | LINEAR                                                              |
| 18003 -                  | 1999 JU84              | 13 de maig del 1999     | LINEAR                                                              |
| (18004) Krystosek        | 1999 JD86              | 12 de maig del 1999     | LINEAR                                                              |
| 18005 -                  | 1999 JD91              | 12 de maig del 1999     | LINEAR                                                              |
| 18006 -                  | 1999 JE94              | 12 de maig del 1999     | LINEAR                                                              |
| 18007 -                  | 1999 JK97              | 12 de maig del 1999     | LINEAR                                                              |
| 18008 -                  | 1999 JV99              | 12 de maig del 1999     | LINEAR                                                              |
| (18009) Patrickgeer      | 1999 JP100             | 12 de maig del 1999     | LINEAR                                                              |
| 18010 -                  | 1999 JQ100             | 12 de maig del 1999     | LINEAR                                                              |
| 18011 -                  | 1999 JQ113             | 13 de maig del 1999     | LINEAR                                                              |
| (18012) Marsland         | 1999 JM114             | 13 de maig del 1999     | LINEAR                                                              |
| (18013) Shedletsky       | 1999 JS114             | 13 de maig del 1999     | LINEAR                                                              |
| 18014 -                  | 1999 JC121             | 13 de maig del 1999     | LINEAR                                                              |
| (18015) Semenkovich      | 1999 JD121             | 13 de maig del 1999     | LINEAR                                                              |
| (18016) Grondahl         | 1999 JU122             | 13 de maig del 1999     | LINEAR                                                              |
| 18017 -                  | 1999 JC124             | 14 de maig del 1999     | LINEAR                                                              |
| 18018 -                  | 1999 JR125             | 10 de maig del 1999     | LINEAR                                                              |
| (18019) Dascoli          | 1999 JJ126             | 13 de maig del 1999     | LINEAR                                                              |
| (18020) Amend            | 1999 JT126             | 13 de maig del 1999     | LINEAR                                                              |
| (18021) Waldman          | 1999 JH127             | 13 de maig del 1999     | LINEAR                                                              |
| (18022) Pepper           | 1999 JN127             | 13 de maig del 1999     | LINEAR                                                              |
| 18023 -                  | 1999 JQ129             | 12 de maig del 1999     | LINEAR                                                              |
| (18024) Dobson           | 1999 KK4               | 20 de maig del 1999     | J. M. Roe                                                           |
| 18025 -                  | 1999 KF5               | 18 de maig del 1999     | Spacewatch                                                          |
| (18026) Juliabaldwin     | 1999 KG13              | 18 de maig del 1999     | LINEAR                                                              |
| (18027) Gokcay           | 1999 KL14              | 18 de maig del 1999     | LINEAR                                                              |
| (18028) Ramchandani      | 1999 KO14              | 18 de maig del 1999     | LINEAR                                                              |
| 18029 -                  | 1999 KA16              | 21 de maig del 1999     | LINEAR                                                              |
| 18030 -                  | 1999 LX4               | 8 de juny del 1999      | LINEAR                                                              |
| 18031 -                  | 1999 LO14              | 9 de juny del 1999      | LINEAR                                                              |
| (18032) Geiss            | 1999 MG1               | 20 de juny del 1999     | LONEOS                                                              |
| 18033 -                  | 1999 NR4               | 14 de juliol del 1999   | T. Stafford                                                         |
| 18034 -                  | 1999 NF6               | 13 de juliol del 1999   | LINEAR                                                              |
| 18035 -                  | 1999 NJ7               | 13 de juliol del 1999   | LINEAR                                                              |
| 18036 -                  | 1999 ND26              | 14 de juliol del 1999   | LINEAR                                                              |
| 18037 -                  | 1999 NA38              | 14 de juliol del 1999   | LINEAR                                                              |
| 18038 -                  | 1999 NR48              | 13 de juliol del 1999   | LINEAR                                                              |
| 18039 -                  | 1999 ND49              | 13 de juliol del 1999   | LINEAR                                                              |
| 18040 -                  | 1999 NC60              | 13 de juliol del 1999   | LINEAR                                                              |
| 18041 -                  | 1999 RX13              | 7 de setembre del 1999  | LINEAR                                                              |
| 18042 -                  | 1999 RF27              | 7 de setembre del 1999  | LINEAR                                                              |
| (18043) Laszkowska       | 1999 RQ54              | 7 de setembre del 1999  | LINEAR                                                              |
| 18044 -                  | 1999 RS89              | 7 de setembre del 1999  | LINEAR                                                              |
| 18045 -                  | 1999 RR100             | 8 de setembre del 1999  | LINEAR                                                              |
| 18046 -                  | 1999 RN116             | 9 de setembre del 1999  | LINEAR                                                              |
| 18047 -                  | 1999 RP145             | 9 de setembre del 1999  | LINEAR                                                              |
| 18048 -                  | 1999 RG170             | 9 de setembre del 1999  | LINEAR                                                              |
| 18049 -                  | 1999 RX195             | 8 de setembre del 1999  | LINEAR                                                              |
| 18050 -                  | 1999 RS196             | 8 de setembre del 1999  | LINEAR                                                              |
| 18051 -                  | 1999 RU196             | 8 de setembre del 1999  | LINEAR                                                              |
| 18052 -                  | 1999 RV199             | 8 de setembre del 1999  | LINEAR                                                              |
| 18053 -                  | 1999 RU208             | 8 de setembre del 1999  | LINEAR                                                              |
| 18054 -                  | 1999 SW7               | 29 de setembre del 1999 | LINEAR                                                              |
| (18055) Fernhildebrandt  | 1999 TJ13              | 11 d'octubre del 1999   | G. Hug, G. Bell                                                     |
| 18056 -                  | 1999 TV15              | 11 d'octubre del 1999   | S. Sposetti                                                         |
| 18057 -                  | 1999 VK10              | 9 de novembre del 1999  | T. Kobayashi                                                        |
| 18058 -                  | 1999 XY129             | 12 de desembre del 1999 | LINEAR                                                              |
| (18059) Cavalieri        | 1999 XL137             | 15 de desembre del 1999 | P. G. Comba                                                         |
| 18060 -                  | 1999 XJ156             | 8 de desembre del 1999  | LINEAR                                                              |
| 18061 -                  | 1999 XH179             | 10 de desembre del 1999 | LINEAR                                                              |
| 18062 -                  | 1999 XY187             | 12 de desembre del 1999 | LINEAR                                                              |
| 18063 -                  | 1999 XW211             | 13 de desembre del 1999 | LINEAR                                                              |
| 18064 -                  | 1999 XY242             | 13 de desembre del 1999 | CSS                                                                 |
| 18065 -                  | 2000 AM41              | 3 de gener del 2000     | LINEAR                                                              |
| 18066 -                  | 2000 AR79              | 5 de gener del 2000     | LINEAR                                                              |
| 18067 -                  | 2000 AB98              | 4 de gener del 2000     | LINEAR                                                              |
| 18068 -                  | 2000 AF184             | 7 de gener del 2000     | LINEAR                                                              |
| 18069 -                  | 2000 AS199             | 9 de gener del 2000     | LINEAR                                                              |
| 18070 -                  | 2000 AC205             | 13 de gener del 2000    | K. Korlević                                                         |
| 18071 -                  | 2000 BA27              | 30 de gener del 2000    | LINEAR                                                              |
| 18072 -                  | 2000 CL71              | 7 de febrer del 2000    | LINEAR                                                              |
| 18073 -                  | 2000 CB82              | 4 de febrer del 2000    | LINEAR                                                              |
| 18074 -                  | 2000 DW                | 24 de febrer del 2000   | T. Kobayashi                                                        |
| (18075) Donasharma       | 2000 DD5               | 28 de febrer del 2000   | LINEAR                                                              |
| 18076 -                  | 2000 DV59              | 29 de febrer del 2000   | LINEAR                                                              |
| 18077 -                  | 2000 EM148             | 4 de març del 2000      | CSS                                                                 |
| 18078 -                  | 2000 FL31              | 28 de març del 2000     | LINEAR                                                              |
| (18079) Lion-Stoppato    | 2000 FJ63              | 27 de març del 2000     | LONEOS                                                              |
| 18080 -                  | 2000 GW105             | 7 d'abril del 2000      | LINEAR                                                              |
| 18081 -                  | 2000 GB126             | 7 d'abril del 2000      | LINEAR                                                              |
| 18082 -                  | 2000 GB136             | 12 d'abril del 2000     | LINEAR                                                              |
| 18083 -                  | 2000 HD22              | 29 d'abril del 2000     | LINEAR                                                              |
| (18084) Adamwohl         | 2000 HP47              | 29 d'abril del 2000     | LINEAR                                                              |
| 18085 -                  | 2000 JZ14              | 6 de maig del 2000      | LINEAR                                                              |
| (18086) Emilykraft       | 2000 JQ21              | 6 de maig del 2000      | LINEAR                                                              |
| (18087) Yamanaka         | 2000 JA22              | 6 de maig del 2000      | LINEAR                                                              |
| (18088) Roberteunice     | 2000 JS30              | 7 de maig del 2000      | LINEAR                                                              |
| 18089 -                  | 2000 JB41              | 6 de maig del 2000      | LINEAR                                                              |
| (18090) Kevinkuo         | 2000 JA56              | 6 de maig del 2000      | LINEAR                                                              |
| (18091) Iranmanesh       | 2000 JN58              | 6 de maig del 2000      | LINEAR                                                              |
| (18092) Reinhold         | 2000 KR29              | 28 de maig del 2000     | LINEAR                                                              |
| 18093 -                  | 2000 KS31              | 28 de maig del 2000     | LINEAR                                                              |
| 18094 -                  | 2000 KN56              | 27 de maig del 2000     | LINEAR                                                              |
| (18095) Frankblock       | 2000 LL5               | 5 de juny del 2000      | LINEAR                                                              |
| 18096 -                  | 2000 LM16              | 1 de juny del 2000      | LINEAR                                                              |
| 18097 -                  | 2000 LU19              | 8 de juny del 2000      | LINEAR                                                              |
| 18098 -                  | 2000 LR20              | 8 de juny del 2000      | LINEAR                                                              |
| (18099) Flamini          | 2000 LD27              | 6 de juny del 2000      | LONEOS                                                              |
| (18100) Lebreton         | 2000 LE28              | 6 de juny del 2000      | LONEOS                                                              |
| 18101-18200              |                        |                         |                                                                     |
| (18101) Coustenis        | 2000 LF32              | 5 de juny del 2000      | LONEOS                                                              |
| (18102) Angrilli         | 2000 LN34              | 3 de juny del 2000      | LONEOS                                                              |
| 18103 -                  | 2000 MC5               | 26 de juny del 2000     | LINEAR                                                              |
| (18104) Mahalingam       | 2000 NP3               | 3 de juliol del 2000    | LINEAR                                                              |
| 18105 -                  | 2000 NT3               | 7 de juliol del 2000    | LINEAR                                                              |
| (18106) Blume            | 2000 NX3               | 4 de juliol del 2000    | LONEOS                                                              |
| 18107 -                  | 2000 NC5               | 7 de juliol del 2000    | LINEAR                                                              |
| 18108 -                  | 2000 NT5               | 8 de juliol del 2000    | LINEAR                                                              |
| 18109 -                  | 2000 NG11              | 7 de juliol del 2000    | LINEAR                                                              |
| (18110) HASI             | 2000 NK13              | 5 de juliol del 2000    | LONEOS                                                              |
| (18111) Pinet            | 2000 NB14              | 5 de juliol del 2000    | LONEOS                                                              |
| (18112) Jeanlucjosset    | 2000 NX17              | 5 de juliol del 2000    | LONEOS                                                              |
| (18113) Bibring          | 2000 NC19              | 5 de juliol del 2000    | LONEOS                                                              |
| (18114) Rosenbush        | 2000 NN19              | 5 de juliol del 2000    | LONEOS                                                              |
| (18115) Rathbun          | 2000 NT19              | 5 de juliol del 2000    | LONEOS                                                              |
| (18116) Prato            | 2000 NY22              | 5 de juliol del 2000    | LONEOS                                                              |
| (18117) Jonhodge         | 2000 NY23              | 5 de juliol del 2000    | LONEOS                                                              |
| 18118 -                  | 2000 NB24              | 5 de juliol del 2000    | Spacewatch                                                          |
| (18119) Braude           | 2000 NZ24              | 4 de juliol del 2000    | LONEOS                                                              |
| (18120) Lytvynenko       | 2000 NA25              | 4 de juliol del 2000    | LONEOS                                                              |
| (18121) Konovalenko      | 2000 NF25              | 4 de juliol del 2000    | LONEOS                                                              |
| (18122) Forestamartin    | 2000 NL27              | 4 de juliol del 2000    | LONEOS                                                              |
| (18123) Pavan            | 2000 NS27              | 4 de juliol del 2000    | LONEOS                                                              |
| (18124) Leeperry         | 2000 NE28              | 3 de juliol del 2000    | LINEAR                                                              |
| (18125) Brianwilson      | 2000 OF                | 22 de juliol del 2000   | J. Broughton                                                        |
| 18126 -                  | 2000 OU3               | 24 de juliol del 2000   | LINEAR                                                              |
| (18127) Denversmith      | 2000 OX3               | 24 de juliol del 2000   | LINEAR                                                              |
| (18128) Wysner           | 2000 OD5               | 24 de juliol del 2000   | LINEAR                                                              |
| 18129 -                  | 2000 OH5               | 24 de juliol del 2000   | LINEAR                                                              |
| 18130 -                  | 2000 OK5               | 24 de juliol del 2000   | LINEAR                                                              |
| 18131 -                  | 2000 OM5               | 24 de juliol del 2000   | LINEAR                                                              |
| (18132) Spector          | 2000 ON9               | 30 de juliol del 2000   | J. Broughton                                                        |
| 18133 -                  | 2000 OL12              | 23 de juliol del 2000   | LINEAR                                                              |
| 18134 -                  | 2000 OS14              | 23 de juliol del 2000   | LINEAR                                                              |
| 18135 -                  | 2000 OQ20              | 31 de juliol del 2000   | LINEAR                                                              |
| 18136 -                  | 2000 OD21              | 31 de juliol del 2000   | LINEAR                                                              |
| 18137 -                  | 2000 OU30              | 30 de juliol del 2000   | LINEAR                                                              |
| 18138 -                  | 2000 OP35              | 31 de juliol del 2000   | LINEAR                                                              |
| 18139 -                  | 2000 OF37              | 30 de juliol del 2000   | LINEAR                                                              |
| 18140 -                  | 2000 OD39              | 30 de juliol del 2000   | LINEAR                                                              |
| 18141 -                  | 2000 OK42              | 30 de juliol del 2000   | LINEAR                                                              |
| (18142) Adamsidman       | 2000 OG47              | 31 de juliol del 2000   | LINEAR                                                              |
| 18143 -                  | 2000 OK48              | 31 de juliol del 2000   | LINEAR                                                              |
| 18144 -                  | 2000 OO48              | 31 de juliol del 2000   | LINEAR                                                              |
| 18145 -                  | 2000 OX48              | 31 de juliol del 2000   | LINEAR                                                              |
| 18146 -                  | 2000 OU49              | 31 de juliol del 2000   | LINEAR                                                              |
| 18147 -                  | 2000 OY50              | 31 de juliol del 2000   | LINEAR                                                              |
| (18148) Bellier          | 2000 OZ57              | 29 de juliol del 2000   | LONEOS                                                              |
| (18149) Colombatti       | 2000 OB58              | 29 de juliol del 2000   | LONEOS                                                              |
| (18150) Lopez-Moreno     | 2000 OC60              | 29 de juliol del 2000   | LONEOS                                                              |
| 18151 -                  | 2000 OT60              | 29 de juliol del 2000   | LONEOS                                                              |
| 18152 -                  | 2000 OW60              | 29 de juliol del 2000   | LONEOS                                                              |
| 18153 -                  | 2000 OC61              | 30 de juliol del 2000   | LINEAR                                                              |
| 18154 -                  | 2000 PA                | 1 d'agost del 2000      | Črni Vrh                                                            |
| (18155) Jasonschuler     | 2000 PF2               | 1 d'agost del 2000      | LINEAR                                                              |
| (18156) Kamisaibara      | 2000 PU4               | 3 d'agost del 2000      | BATTeRS                                                             |
| (18157) Craigwright      | 2000 PH10              | 1 d'agost del 2000      | LINEAR                                                              |
| (18158) Nigelreuel       | 2000 PM10              | 1 d'agost del 2000      | LINEAR                                                              |
| (18159) Andrewcook       | 2000 PW10              | 1 d'agost del 2000      | LINEAR                                                              |
| (18160) Nihon Uchu Forum | 2000 PY12              | 7 d'agost del 2000      | BATTeRS                                                             |
| 18161 -                  | 2000 PZ12              | 7 d'agost del 2000      | BATTeRS                                                             |
| (18162) Denlea           | 2000 PX15              | 1 d'agost del 2000      | LINEAR                                                              |
| (18163) Jennalewis       | 2000 PF16              | 1 d'agost del 2000      | LINEAR                                                              |
| 18164 -                  | 2000 PA20              | 1 d'agost del 2000      | LINEAR                                                              |
| 18165 -                  | 2000 PN20              | 1 d'agost del 2000      | LINEAR                                                              |
| 18166 -                  | 2000 PG27              | 8 d'agost del 2000      | P. R. Holvorcem                                                     |
| 18167 -                  | 2000 PS27              | 6 d'agost del 2000      | Valmeca                                                             |
| 18168 -                  | 2000 PN28              | 4 d'agost del 2000      | NEAT                                                                |
| 18169 -                  | 2000 QF                | 20 d'agost del 2000     | V. S. Casulli                                                       |
| (18170) Ramjeawan        | 2000 QW2               | 24 d'agost del 2000     | LINEAR                                                              |
| (18171) Romaneskue       | 2000 QB5               | 24 d'agost del 2000     | LINEAR                                                              |
| 18172 -                  | 2000 QL7               | 25 d'agost del 2000     | LINEAR                                                              |
| 18173 -                  | 2000 QD8               | 25 d'agost del 2000     | K. Korlević, M. Jurić                                               |
| (18174) Khachatryan      | 2000 QW14              | 24 d'agost del 2000     | LINEAR                                                              |
| (18175) Jenniferchoy     | 2000 QB15              | 24 d'agost del 2000     | LINEAR                                                              |
| (18176) Julianhong       | 2000 QG22              | 24 d'agost del 2000     | LINEAR                                                              |
| (18177) Harunaga         | 2000 QK27              | 24 d'agost del 2000     | LINEAR                                                              |
| 18178 -                  | 2000 QP28              | 24 d'agost del 2000     | LINEAR                                                              |
| 18179 -                  | 2000 QV29              | 25 d'agost del 2000     | LINEAR                                                              |
| (18180) Irenesun         | 2000 QB30              | 25 d'agost del 2000     | LINEAR                                                              |
| 18181 -                  | 2000 QD34              | 26 d'agost del 2000     | LINEAR                                                              |
| (18182) Wiener           | 2000 QC35              | 27 d'agost del 2000     | P. Pravec, P. Kušnirák                                              |
| 18183 -                  | 2000 QG37              | 24 d'agost del 2000     | LINEAR                                                              |
| (18184) Dianepark        | 2000 QR37              | 24 d'agost del 2000     | LINEAR                                                              |
| 18185 -                  | 2000 QW49              | 24 d'agost del 2000     | LINEAR                                                              |
| 18186 -                  | 2000 QW50              | 24 d'agost del 2000     | LINEAR                                                              |
| 18187 -                  | 2000 QQ53              | 25 d'agost del 2000     | LINEAR                                                              |
| 18188 -                  | 2000 QD55              | 25 d'agost del 2000     | LINEAR                                                              |
| (18189) Medeobaldia      | 2000 QN82              | 24 d'agost del 2000     | LINEAR                                                              |
| (18190) Michaelpizer     | 2000 QY89              | 25 d'agost del 2000     | LINEAR                                                              |
| (18191) Rayhe            | 2000 QL90              | 25 d'agost del 2000     | LINEAR                                                              |
| (18192) Craigwallace     | 2000 QP90              | 25 d'agost del 2000     | LINEAR                                                              |
| (18193) Hollilydrury     | 2000 QT93              | 26 d'agost del 2000     | LINEAR                                                              |
| 18194 -                  | 2000 QE100             | 28 d'agost del 2000     | LINEAR                                                              |
| 18195 -                  | 2000 QG116             | 28 d'agost del 2000     | LINEAR                                                              |
| (18196) Rowberry         | 2000 QY132             | 26 d'agost del 2000     | LINEAR                                                              |
| 18197 -                  | 2055 P-L               | 24 de setembre del 1960 | C. J. van Houten, I. van Houten-Groeneveld, T. Gehrels              |
| 18198 -                  | 2056 P-L               | 24 de setembre del 1960 | C. J. van Houten, I. van Houten-Groeneveld, T. Gehrels              |
| 18199 -                  | 2583 P-L               | 24 de setembre del 1960 | C. J. van Houten, I. van Houten-Groeneveld, T. Gehrels              |
| 18200 -                  | 2714 P-L               | 24 de setembre del 1960 | C. J. van Houten, I. van Houten-Groeneveld, T. Gehrels              |
| 18201-18300              |                        |                         |                                                                     |
| 18201 -                  | 2733 P-L               | 24 de setembre del 1960 | C. J. van Houten, I. van Houten-Groeneveld, T. Gehrels              |
| 18202 -                  | 2757 P-L               | 24 de setembre del 1960 | C. J. van Houten, I. van Houten-Groeneveld, T. Gehrels              |
| 18203 -                  | 2837 P-L               | 24 de setembre del 1960 | C. J. van Houten, I. van Houten-Groeneveld, T. Gehrels              |
| 18204 -                  | 3065 P-L               | 24 de setembre del 1960 | C. J. van Houten, I. van Houten-Groeneveld, T. Gehrels              |
| 18205 -                  | 3090 P-L               | 24 de setembre del 1960 | C. J. van Houten, I. van Houten-Groeneveld, T. Gehrels              |
| 18206 -                  | 3093 P-L               | 24 de setembre del 1960 | C. J. van Houten, I. van Houten-Groeneveld, T. Gehrels              |
| 18207 -                  | 4041 P-L               | 24 de setembre del 1960 | C. J. van Houten, I. van Houten-Groeneveld, T. Gehrels              |
| 18208 -                  | 4095 P-L               | 24 de setembre del 1960 | C. J. van Houten, I. van Houten-Groeneveld, T. Gehrels              |
| 18209 -                  | 4158 P-L               | 24 de setembre del 1960 | C. J. van Houten, I. van Houten-Groeneveld, T. Gehrels              |
| 18210 -                  | 4529 P-L               | 24 de setembre del 1960 | C. J. van Houten, I. van Houten-Groeneveld, T. Gehrels              |
| 18211 -                  | 4597 P-L               | 24 de setembre del 1960 | C. J. van Houten, I. van Houten-Groeneveld, T. Gehrels              |
| 18212 -                  | 4603 P-L               | 24 de setembre del 1960 | C. J. van Houten, I. van Houten-Groeneveld, T. Gehrels              |
| 18213 -                  | 4607 P-L               | 24 de setembre del 1960 | C. J. van Houten, I. van Houten-Groeneveld, T. Gehrels              |
| 18214 -                  | 4615 P-L               | 24 de setembre del 1960 | C. J. van Houten, I. van Houten-Groeneveld, T. Gehrels              |
| 18215 -                  | 4792 P-L               | 24 de setembre del 1960 | C. J. van Houten, I. van Houten-Groeneveld, T. Gehrels              |
| 18216 -                  | 4917 P-L               | 24 de setembre del 1960 | C. J. van Houten, I. van Houten-Groeneveld, T. Gehrels              |
| 18217 -                  | 5021 P-L               | 17 d'octubre del 1960   | C. J. van Houten, I. van Houten-Groeneveld, T. Gehrels              |
| 18218 -                  | 6245 P-L               | 24 de setembre del 1960 | C. J. van Houten, I. van Houten-Groeneveld, T. Gehrels              |
| 18219 -                  | 6260 P-L               | 24 de setembre del 1960 | C. J. van Houten, I. van Houten-Groeneveld, T. Gehrels              |
| 18220 -                  | 6286 P-L               | 24 de setembre del 1960 | C. J. van Houten, I. van Houten-Groeneveld, T. Gehrels              |
| 18221 -                  | 6526 P-L               | 24 de setembre del 1960 | C. J. van Houten, I. van Houten-Groeneveld, T. Gehrels              |
| 18222 -                  | 6669 P-L               | 24 de setembre del 1960 | C. J. van Houten, I. van Houten-Groeneveld, T. Gehrels              |
| 18223 -                  | 6700 P-L               | 24 de setembre del 1960 | C. J. van Houten, I. van Houten-Groeneveld, T. Gehrels              |
| 18224 -                  | 6726 P-L               | 24 de setembre del 1960 | C. J. van Houten, I. van Houten-Groeneveld, T. Gehrels              |
| 18225 -                  | 7069 P-L               | 22 d'octubre del 1960   | C. J. van Houten, I. van Houten-Groeneveld, T. Gehrels              |
| 18226 -                  | 1182 T-1               | 25 de març del 1971     | C. J. van Houten, I. van Houten-Groeneveld, T. Gehrels              |
| 18227 -                  | 1222 T-1               | 25 de març del 1971     | C. J. van Houten, I. van Houten-Groeneveld, T. Gehrels              |
| (18228) Hyperenor        | 3163 T-1               | 26 de març del 1971     | C. J. van Houten, I. van Houten-Groeneveld, T. Gehrels              |
| 18229 -                  | 3222 T-1               | 26 de març del 1971     | C. J. van Houten, I. van Houten-Groeneveld, T. Gehrels              |
| 18230 -                  | 3285 T-1               | 26 de març del 1971     | C. J. van Houten, I. van Houten-Groeneveld, T. Gehrels              |
| 18231 -                  | 3286 T-1               | 26 de març del 1971     | C. J. van Houten, I. van Houten-Groeneveld, T. Gehrels              |
| 18232 -                  | 3322 T-1               | 26 de març del 1971     | C. J. van Houten, I. van Houten-Groeneveld, T. Gehrels              |
| 18233 -                  | 4068 T-1               | 26 de març del 1971     | C. J. van Houten, I. van Houten-Groeneveld, T. Gehrels              |
| 18234 -                  | 4262 T-1               | 26 de març del 1971     | C. J. van Houten, I. van Houten-Groeneveld, T. Gehrels              |
| (18235) Lynden-Bell      | 1003 T-2               | 29 de setembre del 1973 | C. J. van Houten, I. van Houten-Groeneveld, T. Gehrels              |
| (18236) Bernardburke     | 1059 T-2               | 29 de setembre del 1973 | C. J. van Houten, I. van Houten-Groeneveld, T. Gehrels              |
| (18237) Kenfreeman       | 1182 T-2               | 29 de setembre del 1973 | C. J. van Houten, I. van Houten-Groeneveld, T. Gehrels              |
| (18238) Frankshu         | 1241 T-2               | 29 de setembre del 1973 | C. J. van Houten, I. van Houten-Groeneveld, T. Gehrels              |
| (18239) Ekers            | 1251 T-2               | 29 de setembre del 1973 | C. J. van Houten, I. van Houten-Groeneveld, T. Gehrels              |
| (18240) Mould            | 1317 T-2               | 29 de setembre del 1973 | C. J. van Houten, I. van Houten-Groeneveld, T. Gehrels              |
| (18241) Genzel           | 1325 T-2               | 29 de setembre del 1973 | C. J. van Houten, I. van Houten-Groeneveld, T. Gehrels              |
| (18242) Peebles          | 2102 T-2               | 29 de setembre del 1973 | C. J. van Houten, I. van Houten-Groeneveld, T. Gehrels              |
| (18243) Gunn             | 2272 T-2               | 29 de setembre del 1973 | C. J. van Houten, I. van Houten-Groeneveld, T. Gehrels              |
| (18244) Anneila          | 3008 T-2               | 30 de setembre del 1973 | C. J. van Houten, I. van Houten-Groeneveld, T. Gehrels              |
| 18245 -                  | 3061 T-2               | 30 de setembre del 1973 | C. J. van Houten, I. van Houten-Groeneveld, T. Gehrels              |
| 18246 -                  | 3088 T-2               | 30 de setembre del 1973 | C. J. van Houten, I. van Houten-Groeneveld, T. Gehrels              |
| 18247 -                  | 3151 T-2               | 30 de setembre del 1973 | C. J. van Houten, I. van Houten-Groeneveld, T. Gehrels              |
| 18248 -                  | 3152 T-2               | 30 de setembre del 1973 | C. J. van Houten, I. van Houten-Groeneveld, T. Gehrels              |
| 18249 -                  | 3175 T-2               | 30 de setembre del 1973 | C. J. van Houten, I. van Houten-Groeneveld, T. Gehrels              |
| 18250 -                  | 3178 T-2               | 30 de setembre del 1973 | C. J. van Houten, I. van Houten-Groeneveld, T. Gehrels              |
| 18251 -                  | 3207 T-2               | 30 de setembre del 1973 | C. J. van Houten, I. van Houten-Groeneveld, T. Gehrels              |
| 18252 -                  | 3282 T-2               | 30 de setembre del 1973 | C. J. van Houten, I. van Houten-Groeneveld, T. Gehrels              |
| 18253 -                  | 3295 T-2               | 30 de setembre del 1973 | C. J. van Houten, I. van Houten-Groeneveld, T. Gehrels              |
| 18254 -                  | 4062 T-2               | 29 de setembre del 1973 | C. J. van Houten, I. van Houten-Groeneveld, T. Gehrels              |
| 18255 -                  | 4188 T-2               | 29 de setembre del 1973 | C. J. van Houten, I. van Houten-Groeneveld, T. Gehrels              |
| 18256 -                  | 4195 T-2               | 29 de setembre del 1973 | C. J. van Houten, I. van Houten-Groeneveld, T. Gehrels              |
| 18257 -                  | 4209 T-2               | 29 de setembre del 1973 | C. J. van Houten, I. van Houten-Groeneveld, T. Gehrels              |
| 18258 -                  | 4250 T-2               | 29 de setembre del 1973 | C. J. van Houten, I. van Houten-Groeneveld, T. Gehrels              |
| 18259 -                  | 4311 T-2               | 29 de setembre del 1973 | C. J. van Houten, I. van Houten-Groeneveld, T. Gehrels              |
| 18260 -                  | 5056 T-2               | 25 de setembre del 1973 | C. J. van Houten, I. van Houten-Groeneveld, T. Gehrels              |
| 18261 -                  | 5065 T-2               | 25 de setembre del 1973 | C. J. van Houten, I. van Houten-Groeneveld, T. Gehrels              |
| 18262 -                  | 5125 T-2               | 25 de setembre del 1973 | C. J. van Houten, I. van Houten-Groeneveld, T. Gehrels              |
| (18263) Anchialos        | 5167 T-2               | 25 de setembre del 1973 | C. J. van Houten, I. van Houten-Groeneveld, T. Gehrels              |
| 18264 -                  | 5184 T-2               | 25 de setembre del 1973 | C. J. van Houten, I. van Houten-Groeneveld, T. Gehrels              |
| 18265 -                  | 1136 T-3               | 16 d'octubre del 1977   | C. J. van Houten, I. van Houten-Groeneveld, T. Gehrels              |
| 18266 -                  | 1189 T-3               | 17 d'octubre del 1977   | C. J. van Houten, I. van Houten-Groeneveld, T. Gehrels              |
| 18267 -                  | 2122 T-3               | 16 d'octubre del 1977   | C. J. van Houten, I. van Houten-Groeneveld, T. Gehrels              |
| (18268) Dardanos         | 2140 T-3               | 16 d'octubre del 1977   | C. J. van Houten, I. van Houten-Groeneveld, T. Gehrels              |
| 18269 -                  | 2206 T-3               | 16 d'octubre del 1977   | C. J. van Houten, I. van Houten-Groeneveld, T. Gehrels              |
| 18270 -                  | 2312 T-3               | 16 d'octubre del 1977   | C. J. van Houten, I. van Houten-Groeneveld, T. Gehrels              |
| 18271 -                  | 2332 T-3               | 16 d'octubre del 1977   | C. J. van Houten, I. van Houten-Groeneveld, T. Gehrels              |
| 18272 -                  | 2495 T-3               | 16 d'octubre del 1977   | C. J. van Houten, I. van Houten-Groeneveld, T. Gehrels              |
| 18273 -                  | 3140 T-3               | 16 d'octubre del 1977   | C. J. van Houten, I. van Houten-Groeneveld, T. Gehrels              |
| 18274 -                  | 3150 T-3               | 16 d'octubre del 1977   | C. J. van Houten, I. van Houten-Groeneveld, T. Gehrels              |
| 18275 -                  | 3173 T-3               | 16 d'octubre del 1977   | C. J. van Houten, I. van Houten-Groeneveld, T. Gehrels              |
| 18276 -                  | 3355 T-3               | 16 d'octubre del 1977   | C. J. van Houten, I. van Houten-Groeneveld, T. Gehrels              |
| 18277 -                  | 3446 T-3               | 16 d'octubre del 1977   | C. J. van Houten, I. van Houten-Groeneveld, T. Gehrels              |
| (18278) Drymas           | 4035 T-3               | 16 d'octubre del 1977   | C. J. van Houten, I. van Houten-Groeneveld, T. Gehrels              |
| 18279 -                  | 4221 T-3               | 16 d'octubre del 1977   | C. J. van Houten, I. van Houten-Groeneveld, T. Gehrels              |
| 18280 -                  | 4245 T-3               | 16 d'octubre del 1977   | C. J. van Houten, I. van Houten-Groeneveld, T. Gehrels              |
| (18281) Tros             | 4317 T-3               | 16 d'octubre del 1977   | C. J. van Houten, I. van Houten-Groeneveld, T. Gehrels              |
| (18282) Ilos             | 4369 T-3               | 16 d'octubre del 1977   | C. J. van Houten, I. van Houten-Groeneveld, T. Gehrels              |
| 18283 -                  | 5165 T-3               | 16 d'octubre del 1977   | C. J. van Houten, I. van Houten-Groeneveld, T. Gehrels              |
| (18284) Tsereteli        | 1970 PU                | 10 d'agost del 1970     | Crimean Astrophysical Observatory                                   |
| 18285 -                  | 1972 GJ                | 14 d'abril del 1972     | L. I. Chernykh                                                      |
| (18286) Kneipp           | 1973 UN5               | 27 d'octubre del 1973   | F. Börngen                                                          |
| 18287 -                  | 1975 TU3               | 3 d'octubre del 1975    | L. I. Chernykh                                                      |
| (18288) Nozdrachev       | 1975 VX2               | 2 de novembre del 1975  | T. M. Smirnova                                                      |
| 18289 -                  | 1976 UB16              | 22 d'octubre del 1976   | H. Kosai, K. Hurukawa                                               |
| 18290 -                  | 1977 DR2               | 18 de febrer del 1977   | H. Kosai, K. Hurukawa                                               |
| 18291 -                  | 1977 DL4               | 18 de febrer del 1977   | H. Kosai, K. Hurukawa                                               |
| (18292) Zoltowski        | 1977 FB                | 17 de març del 1977     | Harvard Observatory                                                 |
| 18293 -                  | 1978 SQ4               | 27 de setembre del 1978 | L. I. Chernykh                                                      |
| 18294 -                  | 1978 SF5               | 27 de setembre del 1978 | L. I. Chernykh                                                      |
| 18295 -                  | 1978 TT7               | 2 d'octubre del 1978    | L. V. Zhuravleva                                                    |
| 18296 -                  | 1978 VW2               | 7 de novembre del 1978  | E. F. Helin, S. J. Bus                                              |
| 18297 -                  | 1978 VG4               | 7 de novembre del 1978  | E. F. Helin, S. J. Bus                                              |
| 18298 -                  | 1979 MZ4               | 25 de juny del 1979     | E. F. Helin, S. J. Bus                                              |
| 18299 -                  | 1979 MT8               | 25 de juny del 1979     | E. F. Helin, S. J. Bus                                              |
| 18300 -                  | 1979 PA                | 14 d'agost del 1979     | A. Mrkos                                                            |
| 18301-18400              |                        |                         |                                                                     |
| (18301) Konyukhov        | 1979 QZ9               | 27 d'agost del 1979     | Nikolai Txernikh                                                    |
| 18302 -                  | 1980 FL3               | 16 de març del 1980     | C.-I. Lagerkvist                                                    |
| 18303 -                  | 1980 PU                | 6 d'agost del 1980      | Z. Vávrová                                                          |
| 18304 -                  | 1981 DH1               | 28 de febrer del 1981   | S. J. Bus                                                           |
| 18305 -                  | 1981 DL1               | 28 de febrer del 1981   | S. J. Bus                                                           |
| 18306 -                  | 1981 EF9               | 1 de març del 1981      | S. J. Bus                                                           |
| 18307 -                  | 1981 ER10              | 1 de març del 1981      | S. J. Bus                                                           |
| 18308 -                  | 1981 EZ11              | 7 de març del 1981      | S. J. Bus                                                           |
| 18309 -                  | 1981 EV13              | 1 de març del 1981      | S. J. Bus                                                           |
| 18310 -                  | 1981 EJ16              | 1 de març del 1981      | S. J. Bus                                                           |
| 18311 -                  | 1981 EV16              | 6 de març del 1981      | S. J. Bus                                                           |
| 18312 -                  | 1981 EC19              | 2 de març del 1981      | S. J. Bus                                                           |
| 18313 -                  | 1981 EB23              | 2 de març del 1981      | S. J. Bus                                                           |
| 18314 -                  | 1981 EX27              | 2 de març del 1981      | S. J. Bus                                                           |
| 18315 -                  | 1981 ED37              | 11 de març del 1981     | S. J. Bus                                                           |
| 18316 -                  | 1981 EJ38              | 1 de març del 1981      | S. J. Bus                                                           |
| 18317 -                  | 1981 EM41              | 2 de març del 1981      | S. J. Bus                                                           |
| 18318 -                  | 1981 ET43              | 6 de març del 1981      | S. J. Bus                                                           |
| 18319 -                  | 1981 QS2               | 23 d'agost del 1981     | H. Debehogne                                                        |
| 18320 -                  | 1981 UJ28              | 24 d'octubre del 1981   | S. J. Bus                                                           |
| (18321) Bobrov           | 1982 UQ10              | 25 d'octubre del 1982   | L. V. Zhuravleva                                                    |
| 18322 -                  | 1982 VF5               | 14 de novembre del 1982 | H. Kosai, K. Hurukawa                                               |
| 18323 -                  | 1983 RZ2               | 2 de setembre del 1983  | H. Debehogne                                                        |
| 18324 -                  | 1984 HA2               | 27 d'abril del 1984     | La Silla                                                            |
| 18325 -                  | 1984 SB2               | 29 de setembre del 1984 | A. Mrkos                                                            |
| 18326 -                  | 1985 CV1               | 11 de febrer del 1985   | H. Debehogne                                                        |
| 18327 -                  | 1985 CX1               | 12 de febrer del 1985   | H. Debehogne                                                        |
| 18328 -                  | 1985 UU                | 20 d'octubre del 1985   | A. Mrkos                                                            |
| 18329 -                  | 1986 RY4               | 1 de setembre del 1986  | H. Debehogne                                                        |
| 18330 -                  | 1987 BW1               | 25 de gener del 1987    | E. W. Elst                                                          |
| 18331 -                  | 1987 DQ6               | 24 de febrer del 1987   | H. Debehogne                                                        |
| 18332 -                  | 1987 ON                | 19 de juliol del 1987   | E. F. Helin                                                         |
| 18333 -                  | 1987 OV                | 19 de juliol del 1987   | E. F. Helin                                                         |
| (18334) Drozdov          | 1987 RA3               | 2 de setembre del 1987  | L. G. Karachkina                                                    |
| 18335 -                  | 1987 SC1               | 19 de setembre del 1987 | E. Bowell                                                           |
| 18336 -                  | 1988 LG                | 15 de juny del 1988     | E. F. Helin                                                         |
| 18337 -                  | 1988 RB11              | 14 de setembre del 1988 | S. J. Bus                                                           |
| 18338 -                  | 1989 EP2               | 4 de març del 1989      | E. F. Helin                                                         |
| 18339 -                  | 1989 GM2               | 3 d'abril del 1989      | E. W. Elst                                                          |
| 18340 -                  | 1989 OM                | 29 de juliol del 1989   | A. C. Gilmore, P. M. Kilmartin                                      |
| 18341 -                  | 1989 SJ5               | 26 de setembre del 1989 | E. W. Elst                                                          |
| 18342 -                  | 1989 ST9               | 26 de setembre del 1989 | H. Debehogne                                                        |
| 18343 -                  | 1989 TN                | 2 d'octubre del 1989    | E. W. Elst                                                          |
| 18344 -                  | 1989 TN11              | 2 d'octubre del 1989    | S. J. Bus                                                           |
| 18345 -                  | 1989 UP4               | 22 d'octubre del 1989   | Z. Vávrová                                                          |
| 18346 -                  | 1989 WG                | 20 de novembre del 1989 | Y. Oshima                                                           |
| 18347 -                  | 1989 WU                | 20 de novembre del 1989 | Oohira                                                              |
| 18348 -                  | 1990 BM1               | 22 de gener del 1990    | E. F. Helin                                                         |
| 18349 -                  | 1990 OV4               | 25 de juliol del 1990   | H. E. Holt                                                          |
| 18350 -                  | 1990 QJ2               | 22 d'agost del 1990     | H. E. Holt                                                          |
| 18351 -                  | 1990 QN5               | 29 d'agost del 1990     | H. E. Holt                                                          |
| 18352 -                  | 1990 QB8               | 16 d'agost del 1990     | E. W. Elst                                                          |
| 18353 -                  | 1990 QF9               | 16 d'agost del 1990     | E. W. Elst                                                          |
| 18354 -                  | 1990 RK5               | 15 de setembre del 1990 | H. E. Holt                                                          |
| 18355 -                  | 1990 RN9               | 14 de setembre del 1990 | H. E. Holt                                                          |
| 18356 -                  | 1990 SF1               | 16 de setembre del 1990 | H. E. Holt                                                          |
| 18357 -                  | 1990 SR2               | 18 de setembre del 1990 | H. E. Holt                                                          |
| 18358 -                  | 1990 SB11              | 16 de setembre del 1990 | H. E. Holt                                                          |
| (18359) Jakobstaude      | 1990 TL7               | 13 d'octubre del 1990   | L. D. Schmadel, F. Börngen                                          |
| (18360) Sachs            | 1990 TF9               | 10 d'octubre del 1990   | F. Börngen, L. D. Schmadel                                          |
| 18361 -                  | 1990 VN6               | 15 de novembre del 1990 | E. W. Elst                                                          |
| 18362 -                  | 1990 VX6               | 15 de novembre del 1990 | E. W. Elst                                                          |
| 18363 -                  | 1990 VW8               | 12 de novembre del 1990 | E. W. Elst                                                          |
| 18364 -                  | 1990 WF4               | 16 de novembre del 1990 | E. W. Elst                                                          |
| (18365) Shimomoto        | 1990 WN5               | 17 de novembre del 1990 | T. Seki                                                             |
| 18366 -                  | 1991 DG1               | 18 de febrer del 1991   | E. F. Helin                                                         |
| 18367 -                  | 1991 FS1               | 17 de març del 1991     | H. Debehogne                                                        |
| (18368) Flandrau         | 1991 GZ1               | 15 d'abril del 1991     | C. S. Shoemaker, D. H. Levy                                         |
| 18369 -                  | 1991 LM                | 13 de juny del 1991     | E. F. Helin                                                         |
| 18370 -                  | 1991 NS2               | 12 de juliol del 1991   | H. E. Holt                                                          |
| 18371 -                  | 1991 PH10              | 7 d'agost del 1991      | H. E. Holt                                                          |
| 18372 -                  | 1991 RF16              | 15 de setembre del 1991 | H. E. Holt                                                          |
| 18373 -                  | 1991 RQ16              | 15 de setembre del 1991 | H. E. Holt                                                          |
| 18374 -                  | 1991 RA18              | 13 de setembre del 1991 | H. E. Holt                                                          |
| 18375 -                  | 1991 RC27              | 13 de setembre del 1991 | H. E. Holt                                                          |
| (18376) Quirk            | 1991 SQ                | 30 de setembre del 1991 | R. H. McNaught                                                      |
| 18377 -                  | 1991 SH1               | 28 de setembre del 1991 | R. H. McNaught                                                      |
| 18378 -                  | 1991 UX2               | 31 d'octubre del 1991   | S. Ueda, H. Kaneda                                                  |
| 18379 -                  | 1991 VJ6               | 6 de novembre del 1991  | E. W. Elst                                                          |
| 18380 -                  | 1991 VZ8               | 4 de novembre del 1991  | Spacewatch                                                          |
| 18381 -                  | 1991 YU                | 30 de desembre del 1991 | E. W. Elst                                                          |
| 18382 -                  | 1992 EG22              | 1 de març del 1992      | UESAC                                                               |
| 18383 -                  | 1992 ER28              | 8 de març del 1992      | UESAC                                                               |
| 18384 -                  | 1992 ES28              | 8 de març del 1992      | UESAC                                                               |
| 18385 -                  | 1992 EG31              | 1 de març del 1992      | UESAC                                                               |
| 18386 -                  | 1992 EL35              | 2 de març del 1992      | UESAC                                                               |
| 18387 -                  | 1992 GN3               | 4 d'abril del 1992      | E. W. Elst                                                          |
| 18388 -                  | 1992 GX4               | 4 d'abril del 1992      | E. W. Elst                                                          |
| 18389 -                  | 1992 JU2               | 4 de maig del 1992      | H. Debehogne                                                        |
| 18390 -                  | 1992 JD3               | 7 de maig del 1992      | H. Debehogne                                                        |
| 18391 -                  | 1992 PO1               | 8 d'agost del 1992      | E. W. Elst                                                          |
| 18392 -                  | 1992 PT4               | 2 d'agost del 1992      | H. E. Holt                                                          |
| 18393 -                  | 1992 QB                | 19 d'agost del 1992     | R. H. McNaught                                                      |
| 18394 -                  | 1992 RR5               | 2 de setembre del 1992  | E. W. Elst                                                          |
| (18395) Schmiedmayer     | 1992 SH2               | 21 de setembre del 1992 | F. Börngen, L. D. Schmadel                                          |
| (18396) Nellysachs       | 1992 SN2               | 21 de setembre del 1992 | F. Börngen, L. D. Schmadel                                          |
| 18397 -                  | 1992 SF14              | 28 de setembre del 1992 | H. E. Holt                                                          |
| (18398) Bregenz          | 1992 SQ23              | 23 de setembre del 1992 | F. Börngen                                                          |
| 18399 -                  | 1992 WK1               | 17 de novembre del 1992 | K. Endate, K. Watanabe                                              |
| 18400 -                  | 1992 WY3               | 25 de novembre del 1992 | T. Seki                                                             |
| 18401-18500              |                        |                         |                                                                     |
| 18401 -                  | 1992 WE4               | 21 de novembre del 1992 | S. Ueda, H. Kaneda                                                  |
| 18402 -                  | 1992 YU2               | 26 de desembre del 1992 | T. Urata                                                            |
| 18403 -                  | 1993 AG                | 13 de gener del 1993    | K. Endate, K. Watanabe                                              |
| 18404 -                  | 1993 FQ2               | 20 de març del 1993     | K. Endate, K. Watanabe                                              |
| 18405 -                  | 1993 FY12              | 17 de març del 1993     | UESAC                                                               |
| 18406 -                  | 1993 FT14              | 17 de març del 1993     | UESAC                                                               |
| 18407 -                  | 1993 FQ24              | 21 de març del 1993     | UESAC                                                               |
| 18408 -                  | 1993 FP30              | 21 de març del 1993     | UESAC                                                               |
| 18409 -                  | 1993 FF36              | 19 de març del 1993     | UESAC                                                               |
| 18410 -                  | 1993 FC51              | 19 de març del 1993     | UESAC                                                               |
| 18411 -                  | 1993 FB82              | 19 de març del 1993     | UESAC                                                               |
| 18412 -                  | 1993 LX                | 13 de juny del 1993     | R. H. McNaught                                                      |
| 18413 -                  | 1993 LD1               | 13 de juny del 1993     | R. H. McNaught                                                      |
| 18414 -                  | 1993 OY6               | 20 de juliol del 1993   | E. W. Elst                                                          |
| 18415 -                  | 1993 PW5               | 15 d'agost del 1993     | E. W. Elst                                                          |
| 18416 -                  | 1993 QW                | 22 d'agost del 1993     | E. F. Helin                                                         |
| 18417 -                  | 1993 QY9               | 20 d'agost del 1993     | E. W. Elst                                                          |
| 18418 -                  | 1993 TV1               | 15 d'octubre del 1993   | K. Endate, K. Watanabe                                              |
| 18419 -                  | 1993 TS20              | 9 d'octubre del 1993    | E. W. Elst                                                          |
| 18420 -                  | 1993 TR25              | 9 d'octubre del 1993    | E. W. Elst                                                          |
| 18421 -                  | 1993 TV34              | 9 d'octubre del 1993    | E. W. Elst                                                          |
| 18422 -                  | 1993 UE6               | 20 d'octubre del 1993   | E. W. Elst                                                          |
| 18423 -                  | 1993 UF7               | 20 d'octubre del 1993   | E. W. Elst                                                          |
| 18424 -                  | 1993 YG                | 17 de desembre del 1993 | T. Kobayashi                                                        |
| 18425 -                  | 1993 YL                | 18 de desembre del 1993 | T. Kobayashi                                                        |
| (18426) Maffei           | 1993 YN2               | 18 de desembre del 1993 | E. Colzani, G. Ventre                                               |
| 18427 -                  | 1994 AY                | 4 de gener del 1994     | T. Kobayashi                                                        |
| 18428 -                  | 1994 AC1               | 7 de gener del 1994     | T. Kobayashi                                                        |
| 18429 -                  | 1994 AO1               | 8 de gener del 1994     | A. Sugie                                                            |
| (18430) Balzac           | 1994 AK16              | 14 de gener del 1994    | F. Börngen                                                          |
| 18431 -                  | 1994 BM                | 16 de gener del 1994    | A. Boattini, M. Tombelli                                            |
| 18432 -                  | 1994 CJ2               | 13 de febrer del 1994   | T. Kobayashi                                                        |
| 18433 -                  | 1994 EQ                | 4 de març del 1994      | T. Kobayashi                                                        |
| (18434) Mikesandras      | 1994 EW7               | 12 de març del 1994     | C. S. Shoemaker, D. H. Levy                                         |
| 18435 -                  | 1994 GW10              | 14 d'abril del 1994     | PCAS                                                                |
| 18436 -                  | 1994 GY10              | 14 d'abril del 1994     | PCAS                                                                |
| 18437 -                  | 1994 JR                | 5 de maig del 1994      | E. F. Helin                                                         |
| 18438 -                  | 1994 JM6               | 4 de maig del 1994      | Spacewatch                                                          |
| 18439 -                  | 1994 LJ1               | 9 de juny del 1994      | E. F. Helin                                                         |
| 18440 -                  | 1994 NV1               | 8 de juliol del 1994    | E. W. Elst                                                          |
| 18441 -                  | 1994 PE                | 5 d'agost del 1994      | A. Boattini, M. Tombelli                                            |
| 18442 -                  | 1994 PK3               | 10 d'agost del 1994     | E. W. Elst                                                          |
| 18443 -                  | 1994 PW8               | 10 d'agost del 1994     | E. W. Elst                                                          |
| 18444 -                  | 1994 PL10              | 10 d'agost del 1994     | E. W. Elst                                                          |
| 18445 -                  | 1994 PC12              | 10 d'agost del 1994     | E. W. Elst                                                          |
| 18446 -                  | 1994 PN13              | 10 d'agost del 1994     | E. W. Elst                                                          |
| 18447 -                  | 1994 PU13              | 10 d'agost del 1994     | E. W. Elst                                                          |
| 18448 -                  | 1994 PW17              | 10 d'agost del 1994     | E. W. Elst                                                          |
| 18449 -                  | 1994 PT19              | 12 d'agost del 1994     | E. W. Elst                                                          |
| 18450 -                  | 1994 PG27              | 12 d'agost del 1994     | E. W. Elst                                                          |
| 18451 -                  | 1994 PZ27              | 12 d'agost del 1994     | E. W. Elst                                                          |
| 18452 -                  | 1994 PL33              | 10 d'agost del 1994     | E. W. Elst                                                          |
| 18453 -                  | 1994 TT                | 2 d'octubre del 1994    | K. Endate, K. Watanabe                                              |
| 18454 -                  | 1995 BF1               | 23 de gener del 1995    | S. Otomo                                                            |
| 18455 -                  | 1995 DF                | 20 de febrer del 1995   | T. Kobayashi                                                        |
| 18456 -                  | 1995 ES                | 8 de març del 1995      | Kleť                                                                |
| 18457 -                  | 1995 EX7               | 5 de març del 1995      | M. Hirasawa, S. Suzuki                                              |
| (18458) Caesar           | 1995 EY8               | 5 de març del 1995      | F. Börngen                                                          |
| 18459 -                  | 1995 FD1               | 28 de març del 1995     | S. Ueda, H. Kaneda                                                  |
| (18460) Pecková          | 1995 PG                | 5 d'agost del 1995      | L. Šarounová                                                        |
| 18461 -                  | 1995 QQ                | 17 d'agost del 1995     | T. Okuni                                                            |
| (18462) Riccò            | 1995 QS2               | 26 d'agost del 1995     | Osservatorio San Vittore                                            |
| 18463 -                  | 1995 SV16              | 18 de setembre del 1995 | Spacewatch                                                          |
| 18464 -                  | 1995 SK23              | 19 de setembre del 1995 | Spacewatch                                                          |
| 18465 -                  | 1995 SB34              | 22 de setembre del 1995 | Spacewatch                                                          |
| 18466 -                  | 1995 SU37              | 24 de setembre del 1995 | Spacewatch                                                          |
| 18467 -                  | 1995 SX52              | 22 de setembre del 1995 | K. Endate, K. Watanabe                                              |
| 18468 -                  | 1995 UE8               | 27 d'octubre del 1995   | T. Kobayashi                                                        |
| 18469 -                  | 1995 UC9               | 20 d'octubre del 1995   | N. Sato, T. Urata                                                   |
| 18470 -                  | 1995 UX44              | 27 d'octubre del 1995   | S. Ueda, H. Kaneda                                                  |
| 18471 -                  | 1995 UZ45              | 20 d'octubre del 1995   | E. W. Elst                                                          |
| 18472 -                  | 1995 VA1               | 12 de novembre del 1995 | K. Endate, K. Watanabe                                              |
| 18473 -                  | 1995 VK1               | 15 de novembre del 1995 | K. Endate, K. Watanabe                                              |
| 18474 -                  | 1995 WV3               | 18 de novembre del 1995 | Y. Shimizu, T. Urata                                                |
| 18475 -                  | 1995 WM7               | 27 de novembre del 1995 | T. Kobayashi                                                        |
| 18476 -                  | 1995 WR7               | 27 de novembre del 1995 | T. Kobayashi                                                        |
| 18477 -                  | 1995 WA11              | 16 de novembre del 1995 | Spacewatch                                                          |
| 18478 -                  | 1995 WT15              | 17 de novembre del 1995 | Spacewatch                                                          |
| 18479 -                  | 1995 XR                | 12 de desembre del 1995 | T. Kobayashi                                                        |
| 18480 -                  | 1995 YB                | 17 de desembre del 1995 | T. Kobayashi                                                        |
| 18481 -                  | 1995 YH                | 17 de desembre del 1995 | T. Kobayashi                                                        |
| 18482 -                  | 1995 YO                | 19 de desembre del 1995 | T. Kobayashi                                                        |
| 18483 -                  | 1995 YY2               | 26 de desembre del 1995 | T. Kobayashi                                                        |
| 18484 -                  | 1995 YB3               | 27 de desembre del 1995 | NEAT                                                                |
| 18485 -                  | 1996 AB                | 1 de gener del 1996     | T. Kobayashi                                                        |
| 18486 -                  | 1996 AS2               | 13 de gener del 1996    | T. Kobayashi                                                        |
| 18487 -                  | 1996 AU3               | 13 de gener del 1996    | S. Ueda, H. Kaneda                                                  |
| 18488 -                  | 1996 AY3               | 13 de gener del 1996    | N. Sato, T. Urata                                                   |
| 18489 -                  | 1996 BV2               | 26 de gener del 1996    | F. Uto                                                              |
| 18490 -                  | 1996 BG17              | 24 de gener del 1996    | LINEAR                                                              |
| 18491 -                  | 1996 DP2               | 23 de febrer del 1996   | T. Kobayashi                                                        |
| 18492 -                  | 1996 GS2               | 8 d'abril del 1996      | Beijing Schmidt CCD Asteroid Program                                |
| 18493 -                  | 1996 HV9               | 17 d'abril del 1996     | E. W. Elst                                                          |
| 18494 -                  | 1996 HH10              | 17 d'abril del 1996     | E. W. Elst                                                          |
| 18495 -                  | 1996 HH24              | 20 d'abril del 1996     | E. W. Elst                                                          |
| 18496 -                  | 1996 JN1               | 9 de maig del 1996      | R. H. McNaught                                                      |
| (18497) Nevězice         | 1996 LK1               | 11 de juny del 1996     | M. Tichý, Z. Moravec                                                |
| (18498) Cesaro           | 1996 MN                | 22 de juny del 1996     | P. G. Comba                                                         |
| 18499 -                  | 1996 MR                | 22 de juny del 1996     | NEAT                                                                |
| 18500 -                  | 1996 NX3               | 14 de juliol del 1996   | E. W. Elst                                                          |
| 18501-18600              |                        |                         |                                                                     |
| 18501 -                  | 1996 OB                | 16 de juliol del 1996   | Farra d'Isonzo                                                      |
| 18502 -                  | 1996 PK1               | 11 d'agost del 1996     | G. R. Viscome                                                       |
| 18503 -                  | 1996 PY4               | 15 d'agost del 1996     | NEAT                                                                |
| 18504 -                  | 1996 PB5               | 15 d'agost del 1996     | NEAT                                                                |
| (18505) Caravelli        | 1996 PG5               | 9 d'agost del 1996      | Osservatorio San Vittore                                            |
| 18506 -                  | 1996 PY6               | 15 d'agost del 1996     | R. H. McNaught, J. B. Child                                         |
| 18507 -                  | 1996 QM1               | 18 d'agost del 1996     | K. A. Williams                                                      |
| 18508 -                  | 1996 RJ2               | 8 de setembre del 1996  | NEAT                                                                |
| 18509 -                  | 1996 RB4               | 14 de setembre del 1996 | V. S. Casulli                                                       |
| (18510) Chasles          | 1996 SN                | 16 de setembre del 1996 | P. G. Comba                                                         |
| 18511 -                  | 1996 SH4               | 19 de setembre del 1996 | Beijing Schmidt CCD Asteroid Program                                |
| 18512 -                  | 1996 SO7               | 17 de setembre del 1996 | S. Otomo                                                            |
| 18513 -                  | 1996 TS5               | 7 d'octubre del 1996    | T. B. Spahr                                                         |
| 18514 -                  | 1996 TE11              | 14 d'octubre del 1996   | R. H. McNaught                                                      |
| 18515 -                  | 1996 TL14              | 9 d'octubre del 1996    | S. Ueda, H. Kaneda                                                  |
| 18516 -                  | 1996 TL29              | 7 d'octubre del 1996    | Spacewatch                                                          |
| 18517 -                  | 1996 VG2               | 6 de novembre del 1996  | T. Kobayashi                                                        |
| 18518 -                  | 1996 VT3               | 2 de novembre del 1996  | Beijing Schmidt CCD Asteroid Program                                |
| 18519 -                  | 1996 VH4               | 8 de novembre del 1996  | Beijing Schmidt CCD Asteroid Program                                |
| 18520 -                  | 1996 VK4               | 6 de novembre del 1996  | N. Sato                                                             |
| 18521 -                  | 1996 VV5               | 14 de novembre del 1996 | T. Kobayashi                                                        |
| 18522 -                  | 1996 VA6               | 15 de novembre del 1996 | T. Kobayashi                                                        |
| 18523 -                  | 1996 VA7               | 2 de novembre del 1996  | Beijing Schmidt CCD Asteroid Program                                |
| 18524 -                  | 1996 VE8               | 6 de novembre del 1996  | K. Endate, K. Watanabe                                              |
| 18525 -                  | 1996 VO8               | 7 de novembre del 1996  | S. Ueda, H. Kaneda                                                  |
| 18526 -                  | 1996 VB30              | 7 de novembre del 1996  | S. Ueda, H. Kaneda                                                  |
| 18527 -                  | 1996 VJ30              | 7 de novembre del 1996  | S. Ueda, H. Kaneda                                                  |
| 18528 -                  | 1996 VX30              | 2 de novembre del 1996  | Beijing Schmidt CCD Asteroid Program                                |
| 18529 -                  | 1996 WK3               | 28 de novembre del 1996 | Beijing Schmidt CCD Asteroid Program                                |
| 18530 -                  | 1996 XS1               | 2 de desembre del 1996  | T. Kobayashi                                                        |
| (18531) Strakonice       | 1996 XM2               | 4 de desembre del 1996  | M. Tichý, Z. Moravec                                                |
| 18532 -                  | 1996 XW2               | 3 de desembre del 1996  | T. Kobayashi                                                        |
| 18533 -                  | 1996 XJ6               | 3 de desembre del 1996  | Y. Shimizu, T. Urata                                                |
| 18534 -                  | 1996 XE12              | 4 de desembre del 1996  | Spacewatch                                                          |
| 18535 -                  | 1996 XQ13              | 9 de desembre del 1996  | Kleť                                                                |
| 18536 -                  | 1996 XN15              | 10 de desembre del 1996 | Beijing Schmidt CCD Asteroid Program                                |
| 18537 -                  | 1996 XH18              | 7 de desembre del 1996  | Spacewatch                                                          |
| 18538 -                  | 1996 XY18              | 6 de desembre del 1996  | Y. Shimizu, T. Urata                                                |
| 18539 -                  | 1996 XX30              | 14 de desembre del 1996 | T. Kobayashi                                                        |
| 18540 -                  | 1996 XK31              | 14 de desembre del 1996 | T. Kobayashi                                                        |
| 18541 -                  | 1996 YA1               | 20 de desembre del 1996 | T. Kobayashi                                                        |
| (18542) Broglio          | 1996 YP3               | 29 de desembre del 1996 | A. Testa, F. Manca                                                  |
| 18543 -                  | 1997 AE                | 2 de gener del 1997     | T. Kobayashi                                                        |
| 18544 -                  | 1997 AA2               | 3 de gener del 1997     | T. Kobayashi                                                        |
| 18545 -                  | 1997 AO2               | 3 de gener del 1997     | T. Kobayashi                                                        |
| 18546 -                  | 1997 AP4               | 6 de gener del 1997     | T. Kobayashi                                                        |
| 18547 -                  | 1997 AU5               | 7 de gener del 1997     | T. Kobayashi                                                        |
| (18548) Christoffel      | 1997 AN12              | 10 de gener del 1997    | P. G. Comba                                                         |
| 18549 -                  | 1997 AD13              | 11 de gener del 1997    | T. Kobayashi                                                        |
| (18550) Maoyisheng       | 1997 AN14              | 9 de gener del 1997     | Beijing Schmidt CCD Asteroid Program                                |
| 18551 -                  | 1997 AQ17              | 13 de gener del 1997    | Farra d'Isonzo                                                      |
| 18552 -                  | 1997 AM21              | 13 de gener del 1997    | Y. Shimizu, T. Urata                                                |
| 18553 -                  | 1997 AZ21              | 6 de gener del 1997     | N. Sato                                                             |
| 18554 -                  | 1997 BO1               | 29 de gener del 1997    | T. Kobayashi                                                        |
| (18555) Courant          | 1997 CN4               | 4 de febrer del 1997    | P. G. Comba                                                         |
| (18556) Battiato         | 1997 CC7               | 7 de febrer del 1997    | P. Sicoli, F. Manca                                                 |
| 18557 -                  | 1997 CQ11              | 3 de febrer del 1997    | Spacewatch                                                          |
| 18558 -                  | 1997 CO19              | 6 de febrer del 1997    | T. Urata                                                            |
| 18559 -                  | 1997 EN2               | 4 de març del 1997      | T. Kobayashi                                                        |
| (18560) Coxeter          | 1997 EO7               | 7 de març del 1997      | P. G. Comba                                                         |
| 18561 -                  | 1997 EY34              | 4 de març del 1997      | LINEAR                                                              |
| 18562 -                  | 1997 EK54              | 8 de març del 1997      | E. W. Elst                                                          |
| 18563 -                  | 1997 FC3               | 31 de març del 1997     | LINEAR                                                              |
| 18564 -                  | 1997 GO6               | 2 d'abril del 1997      | LINEAR                                                              |
| 18565 -                  | 1997 GP35              | 6 d'abril del 1997      | LINEAR                                                              |
| 18566 -                  | 1997 RS3               | 1 de setembre del 1997  | ODAS                                                                |
| (18567) Segenthau        | 1997 SS4               | 27 de setembre del 1997 | Starkenburg (Reiner Michael Stoss †)                                |
| (18568) Thuillot         | 1997 TL2               | 3 d'octubre del 1997    | ODAS                                                                |
| 18569 -                  | 1997 UC11              | 26 d'octubre del 1997   | T. Urata                                                            |
| 18570 -                  | 1997 VB6               | 9 de novembre del 1997  | T. Kobayashi                                                        |
| 18571 -                  | 1997 WQ21              | 30 de novembre del 1997 | T. Kobayashi                                                        |
| (18572) Rocher           | 1997 WQ22              | 28 de novembre del 1997 | ODAS                                                                |
| 18573 -                  | 1997 WM23              | 28 de novembre del 1997 | ODAS                                                                |
| (18574) Jeansimon        | 1997 WO23              | 28 de novembre del 1997 | ODAS                                                                |
| 18575 -                  | 1997 WS31              | 29 de novembre del 1997 | LINEAR                                                              |
| 18576 -                  | 1997 WA42              | 29 de novembre del 1997 | LINEAR                                                              |
| 18577 -                  | 1997 XH                | 3 de desembre del 1997  | ODAS                                                                |
| 18578 -                  | 1997 XP                | 3 de desembre del 1997  | T. Kobayashi                                                        |
| (18579) Duongtuyenvu     | 1997 XY6               | 5 de desembre del 1997  | ODAS                                                                |
| 18580 -                  | 1997 XN8               | 7 de desembre del 1997  | ODAS                                                                |
| (18581) Batllo           | 1997 XV8               | 7 de desembre del 1997  | ODAS                                                                |
| 18582 -                  | 1997 XK9               | 4 de desembre del 1997  | Beijing Schmidt CCD Asteroid Program                                |
| 18583 -                  | 1997 XN10              | 7 de desembre del 1997  | A. Boattini, M. Tombelli                                            |
| 18584 -                  | 1997 YB2               | 21 de desembre del 1997 | T. Kobayashi                                                        |
| 18585 -                  | 1997 YE2               | 21 de desembre del 1997 | T. Kobayashi                                                        |
| 18586 -                  | 1997 YD3               | 24 de desembre del 1997 | T. Kobayashi                                                        |
| 18587 -                  | 1997 YR5               | 25 de desembre del 1997 | T. Kobayashi                                                        |
| 18588 -                  | 1997 YO9               | 25 de desembre del 1997 | NEAT                                                                |
| 18589 -                  | 1997 YL10              | 28 de desembre del 1997 | T. Kobayashi                                                        |
| 18590 -                  | 1997 YO10              | 28 de desembre del 1997 | T. Kobayashi                                                        |
| 18591 -                  | 1997 YT11              | 30 de desembre del 1997 | T. Kobayashi                                                        |
| 18592 -                  | 1997 YO18              | 24 de desembre del 1997 | Beijing Schmidt CCD Asteroid Program                                |
| 18593 -                  | 1998 AG11              | 5 de gener del 1998     | Beijing Schmidt CCD Asteroid Program                                |
| 18594 -                  | 1998 BJ                | 16 de gener del 1998    | Y. Shimizu, T. Urata                                                |
| 18595 -                  | 1998 BR1               | 19 de gener del 1998    | T. Kobayashi                                                        |
| (18596) Superbus         | 1998 BA4               | 21 de gener del 1998    | V. S. Casulli                                                       |
| 18597 -                  | 1998 BE8               | 25 de gener del 1998    | T. Kobayashi                                                        |
| 18598 -                  | 1998 BH8               | 25 de gener del 1998    | T. Kobayashi                                                        |
| 18599 -                  | 1998 BK8               | 25 de gener del 1998    | T. Kobayashi                                                        |
| 18600 -                  | 1998 BK10              | 24 de gener del 1998    | F. B. Zoltowski                                                     |
| 18601-18700              |                        |                         |                                                                     |
| (18601) Zafar            | 1998 BL11              | 23 de gener del 1998    | LINEAR                                                              |
| (18602) Lagillespie      | 1998 BX12              | 23 de gener del 1998    | LINEAR                                                              |
| 18603 -                  | 1998 BM25              | 28 de gener del 1998    | T. Kobayashi                                                        |
| 18604 -                  | 1998 BK26              | 28 de gener del 1998    | ODAS                                                                |
| (18605) Jacqueslaskar    | 1998 BL26              | 28 de gener del 1998    | ODAS                                                                |
| 18606 -                  | 1998 BS33              | 31 de gener del 1998    | T. Kobayashi                                                        |
| 18607 -                  | 1998 BT33              | 31 de gener del 1998    | T. Kobayashi                                                        |
| 18608 -                  | 1998 BU45              | 25 de gener del 1998    | Spacewatch                                                          |
| 18609 -                  | 1998 BN48              | 30 de gener del 1998    | T. Seki                                                             |
| (18610) Arthurdent       | 1998 CC2               | 7 de febrer del 1998    | Starkenburg (Felix Hormuth † Arxivat 2016-03-03 a Wayback Machine.) |
| 18611 -                  | 1998 CB3               | 6 de febrer del 1998    | E. W. Elst                                                          |
| 18612 -                  | 1998 CK3               | 6 de febrer del 1998    | E. W. Elst                                                          |
| 18613 -                  | 1998 DR                | 19 de febrer del 1998   | Kleť                                                                |
| 18614 -                  | 1998 DN2               | 20 de febrer del 1998   | ODAS                                                                |
| 18615 -                  | 1998 DJ5               | 22 de febrer del 1998   | NEAT                                                                |
| 18616 -                  | 1998 DR5               | 22 de febrer del 1998   | NEAT                                                                |
| (18617) Puntel           | 1998 DY9               | 24 de febrer del 1998   | M. Bœuf                                                             |
| 18618 -                  | 1998 DD10              | 22 de febrer del 1998   | NEAT                                                                |
| 18619 -                  | 1998 DG10              | 22 de febrer del 1998   | NEAT                                                                |
| 18620 -                  | 1998 DS10              | 24 de febrer del 1998   | NEAT                                                                |
| 18621 -                  | 1998 DD12              | 23 de febrer del 1998   | Spacewatch                                                          |
| 18622 -                  | 1998 DN13              | 25 de febrer del 1998   | NEAT                                                                |
| (18623) Pises            | 1998 DR13              | 27 de febrer del 1998   | Pises                                                               |
| (18624) Prévert          | 1998 DV13              | 27 de febrer del 1998   | ODAS                                                                |
| 18625 -                  | 1998 DZ13              | 27 de febrer del 1998   | ODAS                                                                |
| (18626) Michaelcarr      | 1998 DO23              | 27 de febrer del 1998   | ODAS                                                                |
| 18627 -                  | 1998 DH33              | 27 de febrer del 1998   | U. Munari, M. Tombelli                                              |
| 18628 -                  | 1998 DJ33              | 27 de febrer del 1998   | G. Forti, M. Tombelli                                               |
| 18629 -                  | 1998 DZ33              | 27 de febrer del 1998   | E. W. Elst                                                          |
| 18630 -                  | 1998 DT34              | 27 de febrer del 1998   | E. W. Elst                                                          |
| 18631 -                  | 1998 DQ35              | 27 de febrer del 1998   | A. Boattini, M. Tombelli                                            |
| 18632 -                  | 1998 DN37              | 28 de febrer del 1998   | C.-I. Lagerkvist                                                    |
| 18633 -                  | 1998 EU                | 2 de març del 1998      | ODAS                                                                |
| (18634) Champigneulles   | 1998 EQ1               | 2 de març del 1998      | ODAS                                                                |
| (18635) Frouard          | 1998 EX1               | 2 de març del 1998      | ODAS                                                                |
| (18636) Villedepompey    | 1998 EF2               | 2 de març del 1998      | ODAS                                                                |
| (18637) Liverdun         | 1998 EJ2               | 2 de març del 1998      | ODAS                                                                |
| (18638) Nouet            | 1998 EP3               | 2 de març del 1998      | ODAS                                                                |
| 18639 -                  | 1998 ER8               | 5 de març del 1998      | Beijing Schmidt CCD Asteroid Program                                |
| 18640 -                  | 1998 EF9               | 7 de març del 1998      | Beijing Schmidt CCD Asteroid Program                                |
| 18641 -                  | 1998 EG10              | 6 de març del 1998      | T. Kagawa                                                           |
| 18642 -                  | 1998 EF12              | 1 de març del 1998      | E. W. Elst                                                          |
| 18643 -                  | 1998 EK12              | 1 de març del 1998      | E. W. Elst                                                          |
| 18644 -                  | 1998 EX14              | 2 de març del 1998      | T. Seki                                                             |
| 18645 -                  | 1998 EM19              | 3 de març del 1998      | E. W. Elst                                                          |
| 18646 -                  | 1998 ED21              | 3 de març del 1998      | E. W. Elst                                                          |
| (18647) Václavhübner     | 1998 FD2               | 21 de març del 1998     | P. Pravec                                                           |
| 18648 -                  | 1998 FW9               | 24 de març del 1998     | ODAS                                                                |
| 18649 -                  | 1998 FU10              | 24 de març del 1998     | ODAS                                                                |
| 18650 -                  | 1998 FX10              | 24 de març del 1998     | ODAS                                                                |
| 18651 -                  | 1998 FP11              | 22 de març del 1998     | Y. Shimizu, T. Urata                                                |
| 18652 -                  | 1998 FD15              | 21 de març del 1998     | S. Ueda, H. Kaneda                                                  |
| (18653) Christagünt      | 1998 FW15              | 28 de març del 1998     | Starkenburg (Jens Rothermel †)                                      |
| 18654 -                  | 1998 FR22              | 20 de març del 1998     | LINEAR                                                              |
| 18655 -                  | 1998 FS26              | 20 de març del 1998     | LINEAR                                                              |
| (18656) Mergler          | 1998 FW29              | 20 de març del 1998     | LINEAR                                                              |
| 18657 -                  | 1998 FE30              | 20 de març del 1998     | LINEAR                                                              |
| (18658) Rajdev           | 1998 FX31              | 20 de març del 1998     | LINEAR                                                              |
| (18659) Megangross       | 1998 FD33              | 20 de març del 1998     | LINEAR                                                              |
| 18660 -                  | 1998 FL34              | 20 de març del 1998     | LINEAR                                                              |
| (18661) Zoccoli          | 1998 FT34              | 20 de març del 1998     | LINEAR                                                              |
| (18662) Erinwhite        | 1998 FV42              | 20 de març del 1998     | LINEAR                                                              |
| (18663) Lynnta           | 1998 FW42              | 20 de març del 1998     | LINEAR                                                              |
| (18664) Rafaelta         | 1998 FA43              | 20 de març del 1998     | LINEAR                                                              |
| (18665) Sheenahayes      | 1998 FK49              | 20 de març del 1998     | LINEAR                                                              |
| 18666 -                  | 1998 FT53              | 20 de març del 1998     | LINEAR                                                              |
| 18667 -                  | 1998 FF62              | 20 de març del 1998     | LINEAR                                                              |
| (18668) Gottesman        | 1998 FU62              | 20 de març del 1998     | LINEAR                                                              |
| (18669) Lalitpatel       | 1998 FP63              | 20 de març del 1998     | LINEAR                                                              |
| (18670) Shantanugaur     | 1998 FM64              | 20 de març del 1998     | LINEAR                                                              |
| (18671) Zacharyrice      | 1998 FX64              | 20 de març del 1998     | LINEAR                                                              |
| (18672) Ashleyamini      | 1998 FY65              | 20 de març del 1998     | LINEAR                                                              |
| 18673 -                  | 1998 FH66              | 20 de març del 1998     | LINEAR                                                              |
| 18674 -                  | 1998 FG69              | 20 de març del 1998     | LINEAR                                                              |
| (18675) Amiamini         | 1998 FJ70              | 20 de març del 1998     | LINEAR                                                              |
| (18676) Zdeňkaplavcová   | 1998 FE73              | 30 de març del 1998     | P. Pravec                                                           |
| 18677 -                  | 1998 FZ83              | 24 de març del 1998     | LINEAR                                                              |
| 18678 -                  | 1998 FS85              | 24 de març del 1998     | LINEAR                                                              |
| (18679) Heatherenae      | 1998 FW102             | 31 de març del 1998     | LINEAR                                                              |
| (18680) Weirather        | 1998 FS103             | 31 de març del 1998     | LINEAR                                                              |
| (18681) Caseylipp        | 1998 FW103             | 31 de març del 1998     | LINEAR                                                              |
| 18682 -                  | 1998 FH107             | 31 de març del 1998     | LINEAR                                                              |
| 18683 -                  | 1998 FB111             | 31 de març del 1998     | LINEAR                                                              |
| 18684 -                  | 1998 FW116             | 31 de març del 1998     | LINEAR                                                              |
| 18685 -                  | 1998 FL117             | 31 de març del 1998     | LINEAR                                                              |
| 18686 -                  | 1998 FZ119             | 20 de març del 1998     | LINEAR                                                              |
| 18687 -                  | 1998 FA120             | 20 de març del 1998     | LINEAR                                                              |
| 18688 -                  | 1998 FA123             | 20 de març del 1998     | LINEAR                                                              |
| (18689) Rodrick          | 1998 FR124             | 24 de març del 1998     | LINEAR                                                              |
| 18690 -                  | 1998 GB10              | 2 d'abril del 1998      | LINEAR                                                              |
| 18691 -                  | 1998 HE1               | 17 d'abril del 1998     | Beijing Schmidt CCD Asteroid Program                                |
| 18692 -                  | 1998 HJ14              | 22 d'abril del 1998     | NEAT                                                                |
| 18693 -                  | 1998 HS19              | 29 d'abril del 1998     | NEAT                                                                |
| 18694 -                  | 1998 HQ24              | 23 d'abril del 1998     | Višnjan Observatory                                                 |
| 18695 -                  | 1998 HH27              | 21 d'abril del 1998     | Spacewatch                                                          |
| 18696 -                  | 1998 HB34              | 20 d'abril del 1998     | LINEAR                                                              |
| (18697) Kathanson        | 1998 HB39              | 20 d'abril del 1998     | LINEAR                                                              |
| (18698) Racharles        | 1998 HX39              | 20 d'abril del 1998     | LINEAR                                                              |
| (18699) Quigley          | 1998 HL45              | 20 d'abril del 1998     | LINEAR                                                              |
| 18700 -                  | 1998 HK54              | 21 d'abril del 1998     | LINEAR                                                              |
| 18701-18800              |                        |                         |                                                                     |
| 18701 -                  | 1998 HB57              | 21 d'abril del 1998     | LINEAR                                                              |
| (18702) Sadowski         | 1998 HG68              | 21 d'abril del 1998     | LINEAR                                                              |
| 18703 -                  | 1998 HN68              | 21 d'abril del 1998     | LINEAR                                                              |
| (18704) Brychristian     | 1998 HF87              | 21 d'abril del 1998     | LINEAR                                                              |
| 18705 -                  | 1998 HX88              | 21 d'abril del 1998     | LINEAR                                                              |
| 18706 -                  | 1998 HV93              | 21 d'abril del 1998     | LINEAR                                                              |
| (18707) Annchi           | 1998 HO96              | 21 d'abril del 1998     | LINEAR                                                              |
| (18708) Danielappel      | 1998 HT97              | 21 d'abril del 1998     | LINEAR                                                              |
| (18709) Laurawong        | 1998 HE99              | 21 d'abril del 1998     | LINEAR                                                              |
| 18710 -                  | 1998 HF100             | 21 d'abril del 1998     | LINEAR                                                              |
| 18711 -                  | 1998 HL100             | 21 d'abril del 1998     | LINEAR                                                              |
| 18712 -                  | 1998 HN108             | 23 d'abril del 1998     | LINEAR                                                              |
| 18713 -                  | 1998 HM114             | 23 d'abril del 1998     | LINEAR                                                              |
| 18714 -                  | 1998 HQ114             | 23 d'abril del 1998     | LINEAR                                                              |
| 18715 -                  | 1998 HE121             | 23 d'abril del 1998     | LINEAR                                                              |
| 18716 -                  | 1998 HV121             | 23 d'abril del 1998     | LINEAR                                                              |
| 18717 -                  | 1998 HZ127             | 18 d'abril del 1998     | LINEAR                                                              |
| 18718 -                  | 1998 HJ128             | 19 d'abril del 1998     | LINEAR                                                              |
| 18719 -                  | 1998 HH138             | 21 d'abril del 1998     | LINEAR                                                              |
| (18720) Jerryguo         | 1998 HP145             | 21 d'abril del 1998     | LINEAR                                                              |
| 18721 -                  | 1998 HC146             | 21 d'abril del 1998     | LINEAR                                                              |
| 18722 -                  | 1998 HF148             | 25 d'abril del 1998     | E. W. Elst                                                          |
| 18723 -                  | 1998 JO1               | 1 de maig del 1998      | NEAT                                                                |
| 18724 -                  | 1998 JV1               | 1 de maig del 1998      | NEAT                                                                |
| (18725) Atacama          | 1998 JL3               | 2 de maig del 1998      | ODAS                                                                |
| 18726 -                  | 1998 KC2               | 22 de maig del 1998     | LINEAR                                                              |
| 18727 -                  | 1998 KW3               | 22 de maig del 1998     | LONEOS                                                              |
| 18728 -                  | 1998 KZ3               | 22 de maig del 1998     | LONEOS                                                              |
| 18729 -                  | 1998 KJ4               | 22 de maig del 1998     | LONEOS                                                              |
| 18730 -                  | 1998 KV7               | 23 de maig del 1998     | LONEOS                                                              |
| (18731) Vilʹbakirov      | 1998 KW7               | 23 de maig del 1998     | LONEOS                                                              |
| 18732 -                  | 1998 KP19              | 22 de maig del 1998     | LINEAR                                                              |
| 18733 -                  | 1998 KV31              | 22 de maig del 1998     | LINEAR                                                              |
| (18734) Darboux          | 1998 MY1               | 20 de juny del 1998     | P. G. Comba                                                         |
| 18735 -                  | 1998 MH46              | 23 de juny del 1998     | LONEOS                                                              |
| 18736 -                  | 1998 NU                | 2 de juliol del 1998    | Spacewatch                                                          |
| (18737) Aliciaworley     | 1998 QP79              | 24 d'agost del 1998     | LINEAR                                                              |
| 18738 -                  | 1998 SN22              | 23 de setembre del 1998 | Višnjan Observatory                                                 |
| (18739) Larryhu          | 1998 SH79              | 26 de setembre del 1998 | LINEAR                                                              |
| 18740 -                  | 1998 VH31              | 14 de novembre del 1998 | T. Kobayashi                                                        |
| 18741 -                  | 1998 WB6               | 18 de novembre del 1998 | S. Ueda, H. Kaneda                                                  |
| 18742 -                  | 1998 XX30              | 14 de desembre del 1998 | LINEAR                                                              |
| 18743 -                  | 1998 YD5               | 18 de desembre del 1998 | ODAS                                                                |
| 18744 -                  | 1999 AU                | 7 de gener del 1999     | T. Kobayashi                                                        |
| (18745) San Pedro        | 1999 BJ14              | 23 de gener del 1999    | ODAS                                                                |
| 18746 -                  | 1999 FT20              | 19 de març del 1999     | Spacewatch                                                          |
| (18747) Lexcen           | 1999 FN21              | 26 de març del 1999     | J. Broughton                                                        |
| 18748 -                  | 1999 GV                | 5 d'abril del 1999      | K. Korlević                                                         |
| 18749 -                  | 1999 GA8               | 9 d'abril del 1999      | LONEOS                                                              |
| 18750 -                  | 1999 GA9               | 10 d'abril del 1999     | LONEOS                                                              |
| 18751 -                  | 1999 GO9               | 15 d'abril del 1999     | LONEOS                                                              |
| 18752 -                  | 1999 GZ16              | 15 d'abril del 1999     | LINEAR                                                              |
| 18753 -                  | 1999 GE17              | 15 d'abril del 1999     | LINEAR                                                              |
| 18754 -                  | 1999 GL21              | 15 d'abril del 1999     | LINEAR                                                              |
| (18755) Meduna           | 1999 GS21              | 15 d'abril del 1999     | LINEAR                                                              |
| 18756 -                  | 1999 GY34              | 6 d'abril del 1999      | LINEAR                                                              |
| 18757 -                  | 1999 HT                | 18 d'abril del 1999     | F. B. Zoltowski                                                     |
| 18758 -                  | 1999 HD2               | 19 d'abril del 1999     | K. Korlević, M. Jurić                                               |
| 18759 -                  | 1999 HO2               | 20 d'abril del 1999     | P. R. Holvorcem                                                     |
| 18760 -                  | 1999 HY7               | 19 d'abril del 1999     | Spacewatch                                                          |
| 18761 -                  | 1999 HA8               | 20 d'abril del 1999     | Spacewatch                                                          |
| 18762 -                  | 1999 HC9               | 17 d'abril del 1999     | LINEAR                                                              |
| 18763 -                  | 1999 JV2               | 8 de maig del 1999      | Beijing Schmidt CCD Asteroid Program                                |
| 18764 -                  | 1999 JA12              | 13 de maig del 1999     | LINEAR                                                              |
| 18765 -                  | 1999 JN17              | 14 de maig del 1999     | LINEAR                                                              |
| (18766) Broderick        | 1999 JA22              | 10 de maig del 1999     | LINEAR                                                              |
| 18767 -                  | 1999 JD22              | 10 de maig del 1999     | LINEAR                                                              |
| (18768) Sarahbates       | 1999 JE22              | 10 de maig del 1999     | LINEAR                                                              |
| 18769 -                  | 1999 JS24              | 10 de maig del 1999     | LINEAR                                                              |
| (18770) Yingqiuqilei     | 1999 JN25              | 10 de maig del 1999     | LINEAR                                                              |
| (18771) Sisiliang        | 1999 JA26              | 10 de maig del 1999     | LINEAR                                                              |
| 18772 -                  | 1999 JR34              | 10 de maig del 1999     | LINEAR                                                              |
| (18773) Bredehoft        | 1999 JY36              | 10 de maig del 1999     | LINEAR                                                              |
| (18774) Lavanture        | 1999 JT38              | 10 de maig del 1999     | LINEAR                                                              |
| (18775) Donaldeng        | 1999 JD39              | 10 de maig del 1999     | LINEAR                                                              |
| (18776) Coulter          | 1999 JP39              | 10 de maig del 1999     | LINEAR                                                              |
| (18777) Hobson           | 1999 JA41              | 10 de maig del 1999     | LINEAR                                                              |
| 18778 -                  | 1999 JW43              | 10 de maig del 1999     | LINEAR                                                              |
| (18779) Hattyhong        | 1999 JN44              | 10 de maig del 1999     | LINEAR                                                              |
| (18780) Kuncham          | 1999 JY44              | 10 de maig del 1999     | LINEAR                                                              |
| (18781) Indaram          | 1999 JH45              | 10 de maig del 1999     | LINEAR                                                              |
| (18782) Joanrho          | 1999 JJ46              | 10 de maig del 1999     | LINEAR                                                              |
| (18783) Sychamberlin     | 1999 JL47              | 10 de maig del 1999     | LINEAR                                                              |
| 18784 -                  | 1999 JS47              | 10 de maig del 1999     | LINEAR                                                              |
| (18785) Betsywelsh       | 1999 JV48              | 10 de maig del 1999     | LINEAR                                                              |
| (18786) Tyjorgenson      | 1999 JS53              | 10 de maig del 1999     | LINEAR                                                              |
| (18787) Kathermann       | 1999 JV53              | 10 de maig del 1999     | LINEAR                                                              |
| (18788) Carriemiller     | 1999 JX53              | 10 de maig del 1999     | LINEAR                                                              |
| (18789) Metzger          | 1999 JV56              | 10 de maig del 1999     | LINEAR                                                              |
| (18790) Ericaburden      | 1999 JG57              | 10 de maig del 1999     | LINEAR                                                              |
| 18791 -                  | 1999 JF58              | 10 de maig del 1999     | LINEAR                                                              |
| 18792 -                  | 1999 JL60              | 10 de maig del 1999     | LINEAR                                                              |
| 18793 -                  | 1999 JW60              | 10 de maig del 1999     | LINEAR                                                              |
| (18794) Kianafrank       | 1999 JG62              | 10 de maig del 1999     | LINEAR                                                              |
| 18795 -                  | 1999 JT63              | 10 de maig del 1999     | LINEAR                                                              |
| (18796) Acosta           | 1999 JH64              | 10 de maig del 1999     | LINEAR                                                              |
| 18797 -                  | 1999 JT64              | 10 de maig del 1999     | LINEAR                                                              |
| 18798 -                  | 1999 JG65              | 12 de maig del 1999     | LINEAR                                                              |
| 18799 -                  | 1999 JZ73              | 12 de maig del 1999     | LINEAR                                                              |
| (18800) Terresadodge     | 1999 JL76              | 10 de maig del 1999     | LINEAR                                                              |
| 18801-18900              |                        |                         |                                                                     |
| (18801) Noelleoas        | 1999 JO76              | 10 de maig del 1999     | LINEAR                                                              |
| 18802 -                  | 1999 JR76              | 10 de maig del 1999     | LINEAR                                                              |
| (18803) Hillaryoas       | 1999 JH77              | 12 de maig del 1999     | LINEAR                                                              |
| 18804 -                  | 1999 JS77              | 12 de maig del 1999     | LINEAR                                                              |
| (18805) Kellyday         | 1999 JX77              | 12 de maig del 1999     | LINEAR                                                              |
| (18806) Zachpenn         | 1999 JX79              | 13 de maig del 1999     | LINEAR                                                              |
| 18807 -                  | 1999 JL85              | 14 de maig del 1999     | LINEAR                                                              |
| 18808 -                  | 1999 JP85              | 15 de maig del 1999     | LINEAR                                                              |
| (18809) Meileawertz      | 1999 JP86              | 12 de maig del 1999     | LINEAR                                                              |
| 18810 -                  | 1999 JF96              | 12 de maig del 1999     | LINEAR                                                              |
| 18811 -                  | 1999 KJ1               | 18 de maig del 1999     | K. Korlević                                                         |
| (18812) Aliadler         | 1999 KT13              | 18 de maig del 1999     | LINEAR                                                              |
| 18813 -                  | 1999 KH15              | 20 de maig del 1999     | LINEAR                                                              |
| 18814 -                  | 1999 KJ17              | 20 de maig del 1999     | LONEOS                                                              |
| 18815 -                  | 1999 LT8               | 8 de juny del 1999      | LINEAR                                                              |
| 18816 -                  | 1999 LW25              | 9 de juny del 1999      | LINEAR                                                              |
| 18817 -                  | 1999 LF32              | 15 de juny del 1999     | Spacewatch                                                          |
| (18818) Yasuhiko         | 1999 MB2               | 21 de juny del 1999     | T. Okuni                                                            |
| 18819 -                  | 1999 NK8               | 13 de juliol del 1999   | LINEAR                                                              |
| 18820 -                  | 1999 NS9               | 13 de juliol del 1999   | LINEAR                                                              |
| (18821) Markhavel        | 1999 NW9               | 13 de juliol del 1999   | LINEAR                                                              |
| 18822 -                  | 1999 NL19              | 14 de juliol del 1999   | LINEAR                                                              |
| (18823) Zachozer         | 1999 NS20              | 14 de juliol del 1999   | LINEAR                                                              |
| (18824) Graves           | 1999 NF23              | 14 de juliol del 1999   | LINEAR                                                              |
| (18825) Alicechai        | 1999 NO23              | 14 de juliol del 1999   | LINEAR                                                              |
| (18826) Leifer           | 1999 NG24              | 14 de juliol del 1999   | LINEAR                                                              |
| 18827 -                  | 1999 NA26              | 14 de juliol del 1999   | LINEAR                                                              |
| 18828 -                  | 1999 NT27              | 14 de juliol del 1999   | LINEAR                                                              |
| 18829 -                  | 1999 NE30              | 14 de juliol del 1999   | LINEAR                                                              |
| (18830) Pothier          | 1999 NZ35              | 14 de juliol del 1999   | LINEAR                                                              |
| 18831 -                  | 1999 NP37              | 14 de juliol del 1999   | LINEAR                                                              |
| 18832 -                  | 1999 NV42              | 14 de juliol del 1999   | LINEAR                                                              |
| 18833 -                  | 1999 NT53              | 12 de juliol del 1999   | LINEAR                                                              |
| 18834 -                  | 1999 NN55              | 12 de juliol del 1999   | LINEAR                                                              |
| 18835 -                  | 1999 NK56              | 12 de juliol del 1999   | LINEAR                                                              |
| (18836) Raymundto        | 1999 NM62              | 13 de juliol del 1999   | LINEAR                                                              |
| 18837 -                  | 1999 NY62              | 13 de juliol del 1999   | LINEAR                                                              |
| (18838) Shannon          | 1999 OQ                | 18 de juliol del 1999   | L. Šarounová, P. Kušnirák                                           |
| (18839) Whiteley         | 1999 PG                | 5 d'agost del 1999      | J. Broughton                                                        |
| (18840) Yoshioba         | 1999 PT4               | 8 d'agost del 1999      | T. Okuni                                                            |
| (18841) Hruška           | 1999 RL3               | 6 de setembre del 1999  | J. Tichá, M. Tichý                                                  |
| 18842 -                  | 1999 RB22              | 7 de setembre del 1999  | LINEAR                                                              |
| (18843) Ningzhou         | 1999 RK22              | 7 de setembre del 1999  | LINEAR                                                              |
| 18844 -                  | 1999 RU27              | 8 de setembre del 1999  | K. Korlević                                                         |
| (18845) Cichocki         | 1999 RY27              | 7 de setembre del 1999  | H. Mikuž                                                            |
| 18846 -                  | 1999 RB28              | 8 de setembre del 1999  | Kleť                                                                |
| 18847 -                  | 1999 RJ32              | 9 de setembre del 1999  | K. Korlević                                                         |
| 18848 -                  | 1999 RH41              | 13 de setembre del 1999 | LINEAR                                                              |
| 18849 -                  | 1999 RK55              | 7 de setembre del 1999  | LINEAR                                                              |
| 18850 -                  | 1999 RO81              | 7 de setembre del 1999  | LINEAR                                                              |
| (18851) Winmesser        | 1999 RP84              | 7 de setembre del 1999  | LINEAR                                                              |
| 18852 -                  | 1999 RP91              | 7 de setembre del 1999  | LINEAR                                                              |
| 18853 -                  | 1999 RO92              | 7 de setembre del 1999  | LINEAR                                                              |
| 18854 -                  | 1999 RJ102             | 8 de setembre del 1999  | LINEAR                                                              |
| (18855) Sarahgutman      | 1999 RQ112             | 9 de setembre del 1999  | LINEAR                                                              |
| 18856 -                  | 1999 RT116             | 9 de setembre del 1999  | LINEAR                                                              |
| (18857) Lalchandani      | 1999 RE117             | 9 de setembre del 1999  | LINEAR                                                              |
| (18858) Tecleveland      | 1999 RO117             | 9 de setembre del 1999  | LINEAR                                                              |
| 18859 -                  | 1999 RM130             | 9 de setembre del 1999  | LINEAR                                                              |
| 18860 -                  | 1999 RL133             | 9 de setembre del 1999  | LINEAR                                                              |
| (18861) Eugenishmidt     | 1999 RW166             | 9 de setembre del 1999  | LINEAR                                                              |
| (18862) Warot            | 1999 RE183             | 9 de setembre del 1999  | LINEAR                                                              |
| 18863 -                  | 1999 RC191             | 11 de setembre del 1999 | LINEAR                                                              |
| 18864 -                  | 1999 RQ195             | 8 de setembre del 1999  | LINEAR                                                              |
| 18865 -                  | 1999 RQ204             | 8 de setembre del 1999  | LINEAR                                                              |
| 18866 -                  | 1999 RA208             | 8 de setembre del 1999  | LINEAR                                                              |
| 18867 -                  | 1999 RX223             | 7 de setembre del 1999  | CSS                                                                 |
| 18868 -                  | 1999 TD101             | 2 d'octubre del 1999    | LINEAR                                                              |
| 18869 -                  | 1999 TU222             | 2 d'octubre del 1999    | LINEAR                                                              |
| 18870 -                  | 1999 US13              | 29 d'octubre del 1999   | CSS                                                                 |
| (18871) Grauer           | 1999 VQ12              | 11 de novembre del 1999 | C. W. Juels                                                         |
| (18872) Tammann          | 1999 VR20              | 8 de novembre del 1999  | S. Sposetti                                                         |
| (18873) Larryrobinson    | 1999 VJ22              | 13 de novembre del 1999 | M. Abraham, G. Fedon                                                |
| (18874) Raoulbehrend     | 1999 VZ22              | 8 de novembre del 1999  | S. Sposetti                                                         |
| 18875 -                  | 1999 VT39              | 11 de novembre del 1999 | Spacewatch                                                          |
| (18876) Sooner           | 1999 XM                | 2 de desembre del 1999  | J. M. Roe                                                           |
| (18877) Stevendodds      | 1999 XP7               | 4 de desembre del 1999  | C. W. Juels                                                         |
| 18878 -                  | 1999 XD118             | 5 de desembre del 1999  | CSS                                                                 |
| 18879 -                  | 1999 XJ143             | 15 de desembre del 1999 | C. W. Juels                                                         |
| (18880) Toddblumberg     | 1999 XM166             | 10 de desembre del 1999 | LINEAR                                                              |
| 18881 -                  | 1999 XL195             | 12 de desembre del 1999 | LINEAR                                                              |
| 18882 -                  | 1999 YN4               | 28 de desembre del 1999 | LINEAR                                                              |
| (18883) Domegge          | 1999 YT8               | 31 de desembre del 1999 | M. Abraham, G. Fedon                                                |
| 18884 -                  | 1999 YE9               | 30 de desembre del 1999 | K. Korlević                                                         |
| 18885 -                  | 2000 AH80              | 5 de gener del 2000     | LINEAR                                                              |
| 18886 -                  | 2000 AN164             | 5 de gener del 2000     | LINEAR                                                              |
| (18887) Yiliuchen        | 2000 AP181             | 7 de gener del 2000     | LINEAR                                                              |
| 18888 -                  | 2000 AV246             | 7 de gener del 2000     | Spacewatch                                                          |
| 18889 -                  | 2000 CC28              | 8 de febrer del 2000    | LINEAR                                                              |
| 18890 -                  | 2000 EV26              | 9 de març del 2000      | LINEAR                                                              |
| (18891) Kamler           | 2000 EF40              | 8 de març del 2000      | LINEAR                                                              |
| 18892 -                  | 2000 ET137             | 9 de març del 2000      | LINEAR                                                              |
| 18893 -                  | 2000 GH1               | 2 d'abril del 2000      | Starkenburg                                                         |
| 18894 -                  | 2000 GF42              | 5 d'abril del 2000      | LINEAR                                                              |
| 18895 -                  | 2000 GJ108             | 7 d'abril del 2000      | LINEAR                                                              |
| 18896 -                  | 2000 GN113             | 6 d'abril del 2000      | LINEAR                                                              |
| 18897 -                  | 2000 HG30              | 28 d'abril del 2000     | LINEAR                                                              |
| 18898 -                  | 2000 JX                | 1 de maig del 2000      | LINEAR                                                              |
| 18899 -                  | 2000 JQ2               | 3 de maig del 2000      | K. Korlević                                                         |
| 18900 -                  | 2000 LD12              | 4 de juny del 2000      | LINEAR                                                              |
| 18901-19000              |                        |                         |                                                                     |
| 18901 -                  | 2000 MR5               | 24 de juny del 2000     | LINEAR                                                              |
| 18902 -                  | 2000 NN5               | 7 de juliol del 2000    | LINEAR                                                              |
| (18903) Matsuura         | 2000 ND29              | 10 de juliol del 2000   | K. Watanabe                                                         |
| 18904 -                  | 2000 OY8               | 31 de juliol del 2000   | LINEAR                                                              |
| (18905) Weigan           | 2000 OF10              | 23 de juliol del 2000   | LINEAR                                                              |
| 18906 -                  | 2000 OJ19              | 29 de juliol del 2000   | LINEAR                                                              |
| (18907) Kevinclaytor     | 2000 OW20              | 31 de juliol del 2000   | LINEAR                                                              |
| 18908 -                  | 2000 OC21              | 31 de juliol del 2000   | LINEAR                                                              |
| 18909 -                  | 2000 OE21              | 31 de juliol del 2000   | LINEAR                                                              |
| (18910) Nolanreis        | 2000 OR22              | 31 de juliol del 2000   | LINEAR                                                              |
| 18911 -                  | 2000 OY31              | 30 de juliol del 2000   | LINEAR                                                              |
| (18912) Kayfurman        | 2000 OM32              | 30 de juliol del 2000   | LINEAR                                                              |
| 18913 -                  | 2000 OU32              | 30 de juliol del 2000   | LINEAR                                                              |
| 18914 -                  | 2000 OT35              | 31 de juliol del 2000   | LINEAR                                                              |
| 18915 -                  | 2000 OR38              | 30 de juliol del 2000   | LINEAR                                                              |
| 18916 -                  | 2000 OG44              | 30 de juliol del 2000   | LINEAR                                                              |
| 18917 -                  | 2000 OG48              | 31 de juliol del 2000   | LINEAR                                                              |
| (18918) Nishashah        | 2000 OB50              | 31 de juliol del 2000   | LINEAR                                                              |
| 18919 -                  | 2000 OJ52              | 31 de juliol del 2000   | LINEAR                                                              |
| 18920 -                  | 2000 OU52              | 31 de juliol del 2000   | LINEAR                                                              |
| 18921 -                  | 2000 PT7               | 2 d'agost del 2000      | LINEAR                                                              |
| 18922 -                  | 2000 PU12              | 8 d'agost del 2000      | LINEAR                                                              |
| (18923) Jennifersass     | 2000 PC23              | 2 d'agost del 2000      | LINEAR                                                              |
| (18924) Vinjamoori       | 2000 PV24              | 3 d'agost del 2000      | LINEAR                                                              |
| 18925 -                  | 2000 PY25              | 4 d'agost del 2000      | NEAT                                                                |
| 18926 -                  | 2000 PO26              | 5 d'agost del 2000      | NEAT                                                                |
| 18927 -                  | 2000 PQ26              | 5 d'agost del 2000      | NEAT                                                                |
| (18928) Pontremoli       | 2000 QH9               | 25 d'agost del 2000     | Monte Viseggi                                                       |
| 18929 -                  | 2000 QU25              | 26 d'agost del 2000     | LINEAR                                                              |
| (18930) Athreya          | 2000 QW27              | 24 d'agost del 2000     | LINEAR                                                              |
| 18931 -                  | 2000 QX31              | 26 d'agost del 2000     | LINEAR                                                              |
| (18932) Robinhood        | 2000 QH35              | 28 d'agost del 2000     | J. Broughton                                                        |
| 18933 -                  | 2000 QW36              | 24 d'agost del 2000     | LINEAR                                                              |
| 18934 -                  | 2000 QY36              | 24 d'agost del 2000     | LINEAR                                                              |
| (18935) Alfandmedina     | 2000 QE37              | 24 d'agost del 2000     | LINEAR                                                              |
| 18936 -                  | 2000 QA42              | 24 d'agost del 2000     | LINEAR                                                              |
| 18937 -                  | 2000 QF42              | 24 d'agost del 2000     | LINEAR                                                              |
| (18938) Zarabeth         | 2000 QU44              | 24 d'agost del 2000     | LINEAR                                                              |
| (18939) Sariancel        | 2000 QZ48              | 24 d'agost del 2000     | LINEAR                                                              |
| 18940 -                  | 2000 QV49              | 24 d'agost del 2000     | LINEAR                                                              |
| 18941 -                  | 2000 QX50              | 24 d'agost del 2000     | LINEAR                                                              |
| 18942 -                  | 2000 QE54              | 25 d'agost del 2000     | LINEAR                                                              |
| (18943) Elaisponton      | 2000 QA55              | 25 d'agost del 2000     | LINEAR                                                              |
| (18944) Sawilliams       | 2000 QG61              | 28 d'agost del 2000     | LINEAR                                                              |
| 18945 -                  | 2000 QH71              | 24 d'agost del 2000     | LINEAR                                                              |
| (18946) Massar           | 2000 QM75              | 24 d'agost del 2000     | LINEAR                                                              |
| (18947) Cindyfulton      | 2000 QV76              | 24 d'agost del 2000     | LINEAR                                                              |
| (18948) Hinkle           | 2000 QT79              | 24 d'agost del 2000     | LINEAR                                                              |
| (18949) Tumaneng         | 2000 QX85              | 25 d'agost del 2000     | LINEAR                                                              |
| (18950) Marakessler      | 2000 QX95              | 26 d'agost del 2000     | LINEAR                                                              |
| 18951 -                  | 2000 QQ98              | 28 d'agost del 2000     | LINEAR                                                              |
| 18952 -                  | 2000 QF105             | 28 d'agost del 2000     | LINEAR                                                              |
| (18953) Laurensmith      | 2000 QR114             | 24 d'agost del 2000     | LINEAR                                                              |
| (18954) Sarahbounds      | 2000 QT119             | 25 d'agost del 2000     | LINEAR                                                              |
| 18955 -                  | 2000 QY122             | 25 d'agost del 2000     | LINEAR                                                              |
| (18956) Jessicarnold     | 2000 QK126             | 31 d'agost del 2000     | LINEAR                                                              |
| (18957) Mijacobsen       | 2000 QE128             | 24 d'agost del 2000     | LINEAR                                                              |
| 18958 -                  | 2000 QL128             | 24 d'agost del 2000     | LINEAR                                                              |
| 18959 -                  | 2000 QG129             | 31 d'agost del 2000     | LINEAR                                                              |
| 18960 -                  | 2000 QE130             | 31 d'agost del 2000     | LINEAR                                                              |
| (18961) Hampfreeman      | 2000 QR140             | 31 d'agost del 2000     | LINEAR                                                              |
| 18962 -                  | 2000 QV140             | 31 d'agost del 2000     | LINEAR                                                              |
| 18963 -                  | 2000 QB141             | 31 d'agost del 2000     | LINEAR                                                              |
| (18964) Fairhurst        | 2000 QJ142             | 31 d'agost del 2000     | LINEAR                                                              |
| (18965) Lazenby          | 2000 QR142             | 31 d'agost del 2000     | LINEAR                                                              |
| 18966 -                  | 2000 QO145             | 31 d'agost del 2000     | LINEAR                                                              |
| 18967 -                  | 2000 QP151             | 25 d'agost del 2000     | LINEAR                                                              |
| 18968 -                  | 2000 QX152             | 29 d'agost del 2000     | LINEAR                                                              |
| (18969) Valfriedmann     | 2000 QY152             | 29 d'agost del 2000     | LINEAR                                                              |
| (18970) Jenniharper      | 2000 QU168             | 31 d'agost del 2000     | LINEAR                                                              |
| 18971 -                  | 2000 QY177             | 31 d'agost del 2000     | LINEAR                                                              |
| 18972 -                  | 2000 QD190             | 26 d'agost del 2000     | LINEAR                                                              |
| (18973) Crouch           | 2000 QJ193             | 29 d'agost del 2000     | LINEAR                                                              |
| (18974) Brungardt        | 2000 QX195             | 28 d'agost del 2000     | LINEAR                                                              |
| 18975 -                  | 2000 QZ200             | 29 d'agost del 2000     | LINEAR                                                              |
| (18976) Kunilraval       | 2000 QH206             | 31 d'agost del 2000     | LINEAR                                                              |
| 18977 -                  | 2000 QK217             | 31 d'agost del 2000     | LINEAR                                                              |
| 18978 -                  | 2000 QH232             | 31 d'agost del 2000     | LINEAR                                                              |
| (18979) Henryfong        | 2000 RC2               | 1 de setembre del 2000  | LINEAR                                                              |
| (18980) Johannatang      | 2000 RY2               | 1 de setembre del 2000  | LINEAR                                                              |
| 18981 -                  | 2000 RT3               | 1 de setembre del 2000  | LINEAR                                                              |
| 18982 -                  | 2000 RH5               | 1 de setembre del 2000  | LINEAR                                                              |
| (18983) Allentran        | 2000 RG6               | 1 de setembre del 2000  | LINEAR                                                              |
| (18984) Olathe           | 2000 RA8               | 2 de setembre del 2000  | L. Robinson                                                         |
| 18985 -                  | 2000 RR21              | 1 de setembre del 2000  | LINEAR                                                              |
| 18986 -                  | 2000 RF22              | 1 de setembre del 2000  | LINEAR                                                              |
| (18987) Irani            | 2000 RU23              | 1 de setembre del 2000  | LINEAR                                                              |
| 18988 -                  | 2000 RB24              | 1 de setembre del 2000  | LINEAR                                                              |
| 18989 -                  | 2000 RV26              | 1 de setembre del 2000  | LINEAR                                                              |
| 18990 -                  | 2000 RW31              | 1 de setembre del 2000  | LINEAR                                                              |
| (18991) Tonivanov        | 2000 RD35              | 1 de setembre del 2000  | LINEAR                                                              |
| (18992) Katharvard       | 2000 RK40              | 3 de setembre del 2000  | LINEAR                                                              |
| 18993 -                  | 2000 RB43              | 3 de setembre del 2000  | LINEAR                                                              |
| (18994) Nhannguyen       | 2000 RO50              | 5 de setembre del 2000  | LINEAR                                                              |
| 18995 -                  | 2000 RF53              | 5 de setembre del 2000  | K. Korlević                                                         |
| 18996 -                  | 2000 RR53              | 4 de setembre del 2000  | K. Watanabe                                                         |
| (18997) Mizrahi          | 2000 RG54              | 1 de setembre del 2000  | LINEAR                                                              |
| 18998 -                  | 2000 RH55              | 3 de setembre del 2000  | LINEAR                                                              |
| 18999 -                  | 2000 RC60              | 8 de setembre del 2000  | K. Korlević                                                         |
| 19000 -                  | 2000 RM60              | 3 de setembre del 2000  | LINEAR                                                              |